# Copiapó

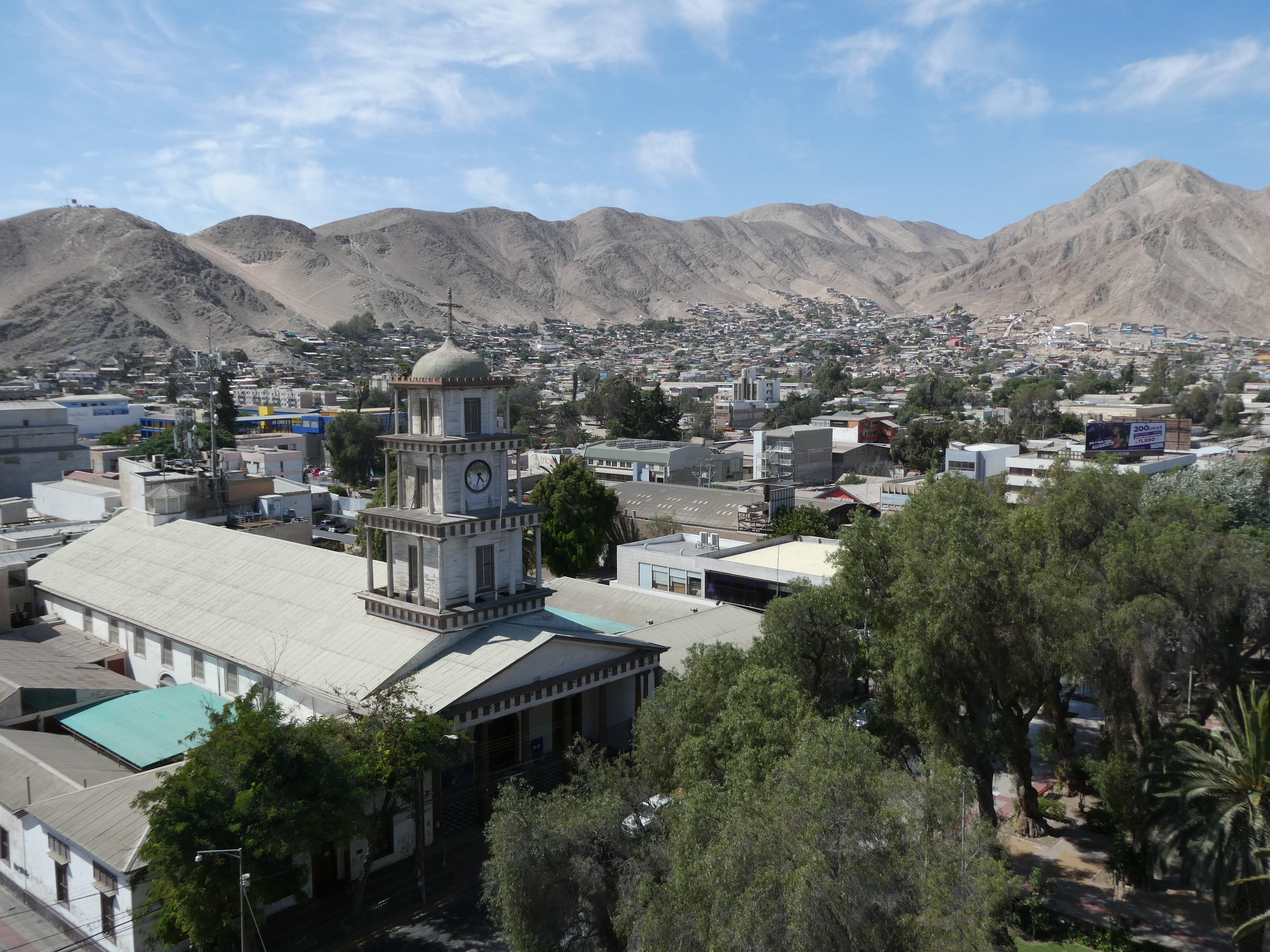
Vista de la ciudad de Copiapó y su catedral.

Copiapó es una ciudad y comuna del norte chico de Chile, capital de la provincia homónima y de la región de Atacama, con tradición minera desde sus orígenes. Es conocida por ser un oasis donde florece el desierto y además, por poseer en su valle la primera exportación de uvas y pasas del país. Forma además junto a las zonas urbanas contiguas de Tierra Amarilla, particularmente el sector de Paipote, la conurbación Copiapó-Tierra Amarilla.
La comuna tiene una superficie de 16 681.3 km², siendo, junto con Antofagasta y Puerto Natales, una de las tres comunas chilenas que atraviesan completamente el país de este a oeste. La ciudad se encuentra ubicada a una altura media de 391 m s. n. m. Junto con Caldera y Tierra Amarilla, forma la provincia de Copiapó.
La comuna limita al noroeste con la comuna de Caldera, al norte con las comunas de Chañaral y Diego de Almagro, al sur, con Vallenar y Huasco, al oeste con el océano Pacífico y al este con las provincias argentinas de La Rioja y Catamarca.
Se encuentra a 807 kilómetros al norte de Santiago por carretera y a 673 kilómetros en línea recta. Se ubica entre las 20 ciudades más pobladas de Chile.

## Toponimia
El origen del término «Copiapó» no es exacto, podría venir del quechua qupa-yapu, 'sementera de turquesas': su nombre sería derivado de qupa anqas, voz quechua: 'color azul claro', y yapu: 'tierra arada' (Copa-yapu)[cita requerida].
Según la traducción del padre Alonso Ovalle, qupa ('color verde azul como el óxido de cobre'), y yapu (‘arado’, participio del verbo yapuy, ‘arar’). En aimara, qupa también significa 'verde'. Otros lo hacen venir de una unión de vocablos aimara y quechua.
Según los historiadores Guillermo Cortés Lutz, Rodrigo Zalaquett Fuentealba y Francisco Berrios (1999), Copiapó podría significar ‘vega verde’ o ‘tierra verde’.
Tampoco dejan de ser plausibles las siguientes etimologías quechuas:
- Qupayapu (< Qupa-y-apu): Apu turquesa, de qupa 'turquesa' y apu 'divinidad'.
- Qhupayapu (<Qhupa-y-apu): Apu de las heladas, de qhupa 'helada, escarcha' y apu.[3][fuente cuestionable]

El elemento -y- que parece estar de sobra en las etimologías qupa.y.apu y qhupa.y.apu en realidad no lo está, dado que numerosas toponimias quechuas utilizan una -y- como partícula de ligación (ej. Ollantaytambo < Ollanta.y.tanpu).
En el diccionario cunza "Glosario de la Lengua Atacameña", compilado por el padre Emilio F. Vaïsse en el año 1896, se registra la siguiente entrada (la ortografía original del documento ha sido respetada):

Ckopiapó: Copiapó. —El señor San Román en su folleto sobre la lengua Cunza, p. 34, dice lo siguiente: "Del lado del Loa ni la tradición, ni los nombres de lugares jeográficos aseveran lo contrario (que se haya estendido la raza atacameña al norte del Loa), i en cuanto al estremo opuesto, desde el Llullallaco *(quechua: llulla yaku), agua engañosa, hasta Copayapu (Copiapó) abundante en turquesas, las etimolojías del quichua confirman el hecho de no haberse estendido por allí la lengua de los naturales de Atacama". Dejando a un lado la afirmación del docto injeniero relativa al territorio que está al norte del Loa, dudamos de las etimolojías dadas respecto del Llullallaco i de Copiapó, i, por ende, de la conclusión que encierra a la raza atacameña en la hoya hidrográfica del gran salar de Atacama.

Respecto al Llullallaco, cfr. Yuya-iaco *(quechua: llulla yaku).

Respecto a Copiapó puede darse una etimolojía atacameña presentable: ckopa (planta parecida a la rica-rica: cfr.) yapu abundante. Falta averiguar si abunda más la planta nombrada en el valle de Copiapó, que las turquesas. (Existe en San Pedro de Atacama un campo o potrero llamado exactamente Ckopiapú).

Respecto a la raza atacameña o al menos la lengua se haya estendido fuera de la hoya atacameña, ver, por lo que se refiere al norte:
Ttocopillan, Ttoco, Ttarapacá, Pica, Huatacondo, Iquique. Sin embargo, aunque esas etimolojías parecen verosímiles, no les damos más importancia que la que se suele dar a las etimolojías en los estudios históricos i críticos.

## Historia

### Época prehispánica
Muchos historiadores han traducido Copayapu como "Copa de oro", mezclando palabras de los idiomas español y quechua. También otros lo han traducido como "sementera de turquesas", esta última traducción es la más acercada a la de "Vega verde" o solamente "Vegas", característica principal de su hábitat en el Valle de Copiapó, donde predominaba una gran vega, estando sus asentamientos en la ribera norte del río homónimo. La Cultura Copayapu es un grupo prehispánico que habitó en la Región de Atacama Chile durante el denominado período Intermedio Tardío entre el 1000 y el 1400 DC, cuando se fusionan con las poblaciones de indios huascos y changos, siendo denominados todos esos pueblos como diaguitas sometidas a los incas, quienes a su vez someten el territorio a esta cultura.

#### Localización
La distribución espacial de este grupo abarca desde Taltal por el norte en la costa hasta el puerto de Huasco por el sur. En el interior la mayor parte de las evidencias se concentran en el valle de Copiapó y sus afluentes precordilleranos, faltando investigar otros lugares aún. Hallazgos arqueológicos han sido documentados en una huaca incaica encontrada en la cumbre del cerro El Potro.

#### Cerámicas
Esta cultura posee como ítem diagnóstico sus manifestaciones cerámicas, donde destaca el tipo Copayapu negro sobre rojo decorado con figuras de llamas estilizadas y en otra variedad, con un rostro antropomorfo. Otro tipo cerámico es el Punta Brava, que eran grandes vasijas que servían como contenedores de alimentos.

#### Anexión al Tahuantinsuyo
A partir del año 1470 DC aproximadamente la cultura Copayapu es anexada al Tahuantinsuyo, pasando a formar parte del Imperio Incaico. Grupos de mitimaes son trasladados desde los valles del Elqui y Huasco hacia sectores medio y alto de la cuenca de Copiapó (Castillo 1997), y se incorpora el culto a las huacas y al Sol, costumbres típicas del incanato.

#### El Tahuantinsuyo en Copiapó
El sistema incaico habría penetrado desde las cimas de la cordillera de los Andes hasta el borde costero, y se tiene registro de al menos 50 establecimientos tales como cementerios, pucarás, centros administrativos, tambos o poblados, puestos de control, paraderos de caza, redes viales, arte rupestre, adoratorios, yacimientos mineros, centros metalúrgicos y observatorios astronómicos. Sin embargo, la cultura Copiapó ya era muy fuerte desde al menos el año 1200 DC, gracias a una interacción multiétnica donde convergían grupos del Noroeste Argentino, centro norte Chileno y sur de Bolivia. En ese entonces el grupo ya se caracterizaba por ser una sociedad agropastoril, con poblados aglutinados, pucaras, corrales, campos de cultivo, manejo eficiente de la lítica, metalurgia y trabajo en madera, además de la alfarería Negro sobre Rojo o Ante, o Diaguita-Inca. En Manflas se ubica un adoratorio incaico en la cumbre del pucara, correspondiente a una huaca-fortaleza. En una plataforma de origen incaica también se han encontrado cerámicas locales tipo Punta Brava y Copiapó, dos figurillas en Spondylus (miniaturas de llama y de mujer), dos tupu de plata, y una lámina de oro y plata.
Otra huaca incaica se ubica en la isla Guacolda en la desembocadura del río Huasco. En el cerro El Potro se edificó el tambo de Los Helados a 3730 metros sobre el nivel del mar, con una arquitectura típica del momento de aculturación diaguita-inca, es decir, con cimientos pircados de planta rectangular y muros de dos hiladas de piedra semicanteadas ligadas con argamasa de barro. También se cuenta un centro metalúrgico diaguita-incaico (1470-1536 DC) ubicado en el sector medio de la cuenca del río Copiapó, conocido como Viña del Cerro, “Cabeza de Puerco” o “Apacheta”. Recientemente se ha propuesto la posibilidad de que Viña del Cerro en su conjunto fuese un observatorio solar de horizonte y escenario para adorar a las montañas locales.
Entre los años 1985 y 1988 se excavaron en las cercanías del volcán Copiapó restos de huesos calcinados de camélidos, carbón, pasto, plumas, pelo humano, trozos de Spondylus (suerte de moneda inca), sogas vegetales, hojas de coca (elemento central en la religión incaica), charqui, vellón de vicuña, un ala de libélula, frutos de chañar, dos roedores, piedras elongadas, además de figurillas antropomorfas y zoomorfas en plata y Spondylus en las ofrendas. Durante una excavación realizada en 1991 se descubrió una estatuilla incaica en oro laminado.

### Tras la llegada de los españoles
La evidencia etnográfica e histórica sugiere que hacia el siglo XVI, a la llegada de Pedro de Valdivia, el valle de Copiapó estaba gobernado bajo un sistema dual por los caciques Aldequín y Gualenica, sucesores de Montriri. El cacique Aldequín dominaría desde el valle de Copiapó hacia la costa, mientras que Gualenica habría dominado la parte superior del valle de Camasquil. En ese entonces los nativos llamaban a esta localidad Copayapu, que algunos traducen como «Copa de oro», otros como «valle verde» y también como «Sementera de turquesas». Cuando el conquistador español Diego de Almagro descubrió el Reino de Chile, el día 21 de marzo de 1536, lo hizo penetrando por la Cordillera de los Andes a través del paso Comecaballos y continuó hacia los valles de Figueroa y Jorquera hasta llegar hasta Chiliguin (hoy iglesia Colorada) hasta descender a Copiapó.
Posteriormente; en el año 1540, con la llegada del adelantado Pedro de Valdivia y tras celebrar por primera vez en Chile una misa católica, denominó al Valle de Copiapó con el nombre de Valle de la Posesión.

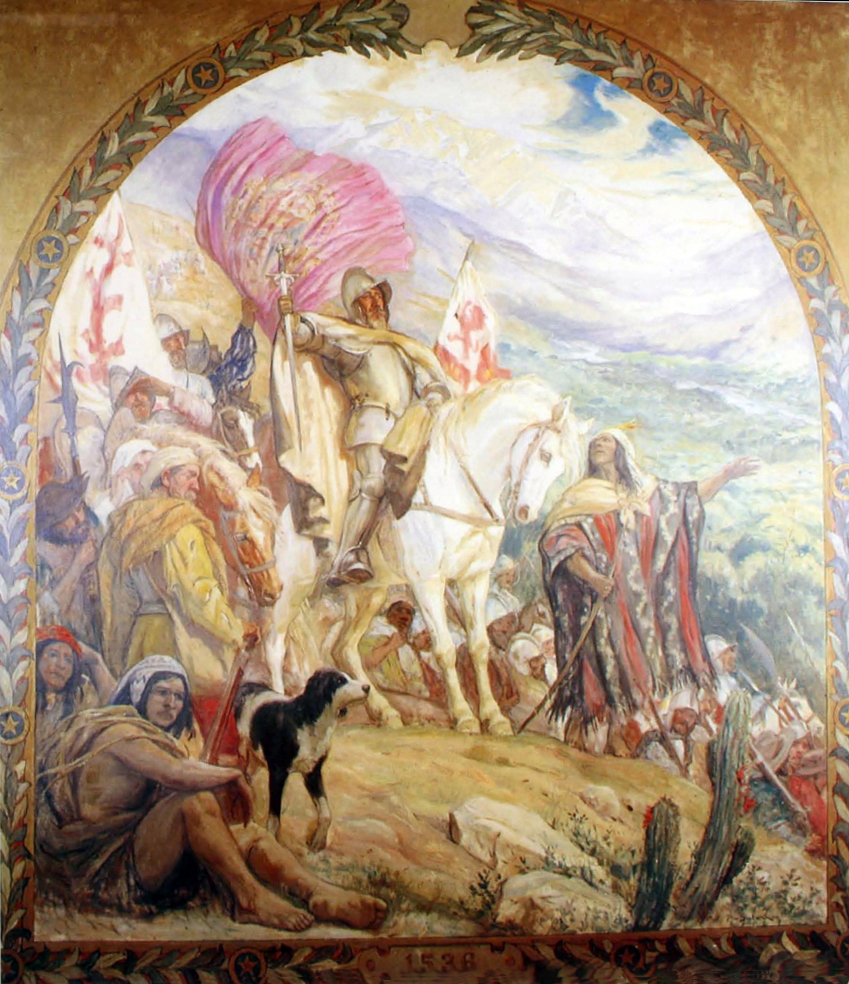
Diego de Almagro en el valle de Copiapó.

El 26 de octubre de 1540, Pedro de Valdivia toma posesión del Reino de Chile en Copiapó (según las Crónicas de Bibar):

En jueves, XXVI días del mes de octubre de nuestra salud de mil quinientos y cuarenta, ante un escribano del rey que en el real venía, el general (Pedro de Valdivia) tomó posesión en nombre de su majestad. Hizo las diligencias que en tal caso se requerían, que son ciertas ceremonias hechas en esta forma: armado general de todas armas y su adarga embrazada en el brazo siniestro y la espada en su mano derecha y alta, cortando ramas y levantando ciertas piedras, moviéndolas de una parte a otra, diciendo en alta voz que emprendía y emprendió, y tomaba y tomó posesión en aquel valle de Copiapó en nombre de su majestad, ansí de aquel valle e indios de él como de toda la gobernación que de allí en adelante tenían; y que si alguna persona o personas había que se lo contradijese o defendiese, que él se mataría con tal persona o personas y, para efectuarlo, salió a un campo que vecino tenía a esperar al que quisiese salir, diciendo que lo defendería lo que decía con su persona y armas a pie y a caballo como de mandárselo quisieses. Si necesario fuere, perdería la vida en servicio de Dios y de su majestad, y pipiolo por fe y testimonio del escribano, el cual así se lo dio.

### SigloXVIII
La ciudad fue fundada oficialmente el 8 de diciembre de 1744 por el gobernador José Manso de Velasco, bajo la designación de San Francisco de la Selva de Copiapó. Al respecto decir que el año 2012, en la revista del Museo Regional de Atacama, Guillermo Cortés Lutz (doctor en Historia), en su estudio posdoctoral, expuso que el nombre original para la fundación fue San Francisco de Copiapó de la Selva, aunque Copiapó o Copayapu tiene su origen antes de la llegada de los españoles, cuando formaba parte del imperio inca.

### SigloXIX
Entre estas épocas de bonanza, se destaca la que estuvo asociada al descubrimiento y explotación del mineral de plata de Chañarcillo, ubicado algunos kilómetros al sur de la ciudad, por parte de Juan Godoy en 1832, y al posterior descubrimiento del mineral de Tres Puntas en 1848. Ambos descubrimientos, posibilitaron un rápido desarrollo de la zona, dejando así a la ciudad como una de las más importantes de la región. Muestra de ello es la creación en 1843 de la provincia de Atacama, separándose así la zona de la provincia de Coquimbo, y estableciéndose Copiapó como capital provincial. En ese mismo año adquiere el título de ciudad.
Múltiples fueron los adelantos traídos a la ciudad durante esta época, entre estos se destaca el Ferrocarril Caldera-Copiapó, inaugurado en 1851 y que fue el primero del país. Otros adelantos fueron la instalación alumbrado público a gas de hidrógeno sulfurado en 1852, la construcción del hospital, del teatro, de un cuartel policial (en aquellos años aún no existía la policía única y uniformada en el país) la inauguración de la Escuela de Minas de Copiapó en 1857, etc. Todos los avances tecnológicos impulsaron el desarrollo de la ciudad, especialmente en el ámbito industrial, produciéndose así una revolución industrial en la región lo que produjo la llegada de personas provenientes del sur del país y desde los más lejanos países convirtiendo así a Copiapó en una de las ciudades más cosmpolitas del Chile de mediados del siglo XIX. Según Vicente Pérez Rosales en su libro Recuerdos del pasado en Copiapó eran notables las colonias de argentinos (la más numerosa), españoles, italianos, británicos (lo que incluye a ingleses, escoceses y galeses) alemanes y muchísimas otras nacionalidades. Posteriormente se afincó en Copiapó una importante colonia árabe de origen libanés. Tanto italianos como libaneses alcanzaron una fuerte influencia en todas las actividades locales, influencia que se mantiene hasta el día de hoy.
La bonanza económica también trajo un desarrollo intelectual y político de una zona que históricamente no había tenido mayor relevancia en este aspecto, emergiendo de la zona personalidades políticas relevantes como Pedro León Gallo y Manuel Antonio Matta. El primero organizó una revolución en 1859, contra el gobierno conservador de Manuel Montt que logró ser sofocada a sangre y fuego siendo enviado Pedro León Gallo Goyenechea al exilio, cabe destacar que él fue la primera y única persona en Chile que ha sido elegida por voto popular como intendente. Cuando este volvió del exilio en 1863, fundó en Copiapó el Partido Radical junto a Matta, el cual tendría una gran importancia en el futuro dentro de la política chilena.

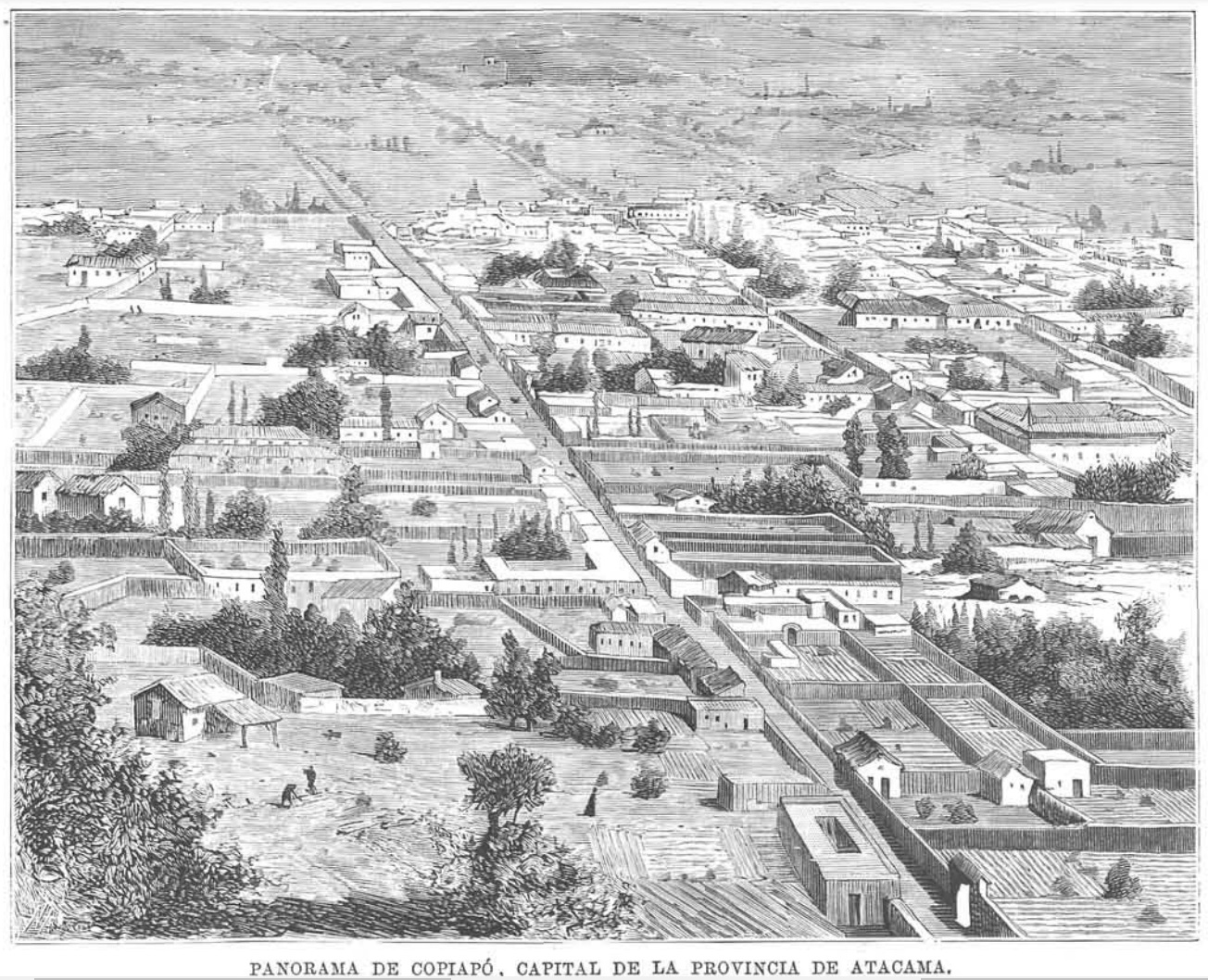
Panorama de Copiapó publicado en 1879 en La Ilustración Española y Americana.

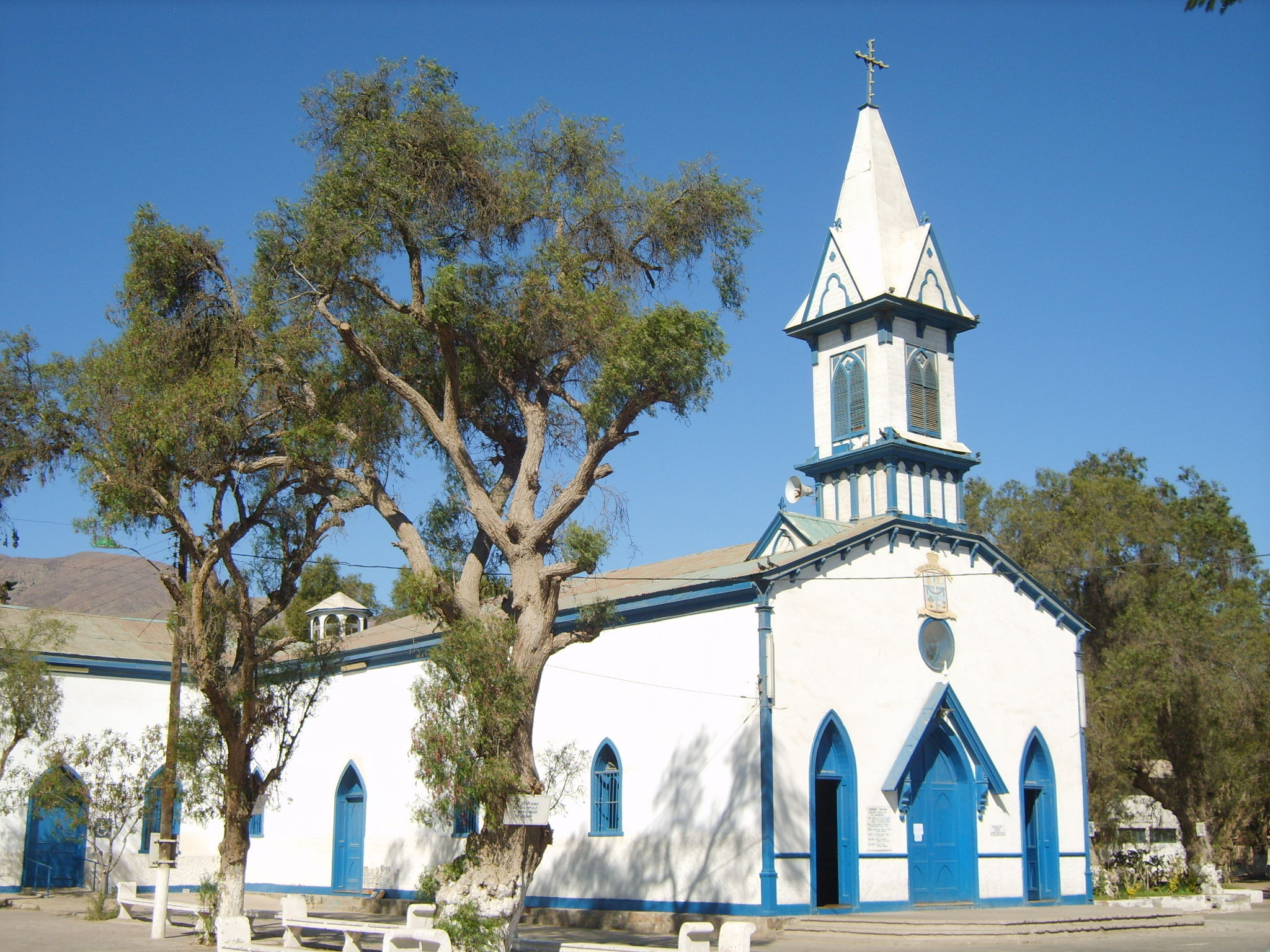
Santuario de la Candelaria. Templo edificado tras el terremoto de 1922.

Hacia la década de 1870, la producción minera comenzó a descender fuertemente, despojando a la zona y a la ciudad de la importancia que había adquirido, trasladándose en la década de 1880 el polo de desarrollo del país hacia el nuevo extremo norte, específicamente, a las regiones que se habían integrado al país a causa de la guerra del Pacífico, gracias al apogeo del Salitre. Esto sumió a la región en un estado de pobreza y abandono, lo cual provocó que la cantidad de habitantes tuviera una franca disminución. Esta se mantuvo estable en niveles bajos hasta bien entrado el siglo XX. Entre 1890 e inicios del siglo XX existió en la ciudad una línea de tranvías a tracción animal —también conocidos como «carros de sangre»—, denominado Ferrocarril Urbano de Copiapó.
Francisco Astaburoaga escribió en 1899 en su Diccionario Geográfico de la República de Chile: 178  sobre el lugar:

Copiapó.-—Ciudad capital de la provincia de Atacama y del departamento de su nombre. Yace en los 27° 21' Lat. y 70° 21' Lon. y á 81 kilómetros al E. del Pacífico, ó del puerto de Caldera. Ocupa un plano de 370 metros de altitud, contiguo á la margen norte ó derecha del río de su mismo nombre y de contornos áridos y quebrados, excepto por la parte que baña el río. Sus calles son de proporcionada anchura cortadas entre sí á igual distancia en ángulos rectos. En el centro dejan una plaza embellecida con una hermosa pila de mármol, que simboliza la minería, rodeada de un bonito jardín, y en uno de sus lados una alameda ó paseo prolongado, que también adorna otra fuente que representa á Juan Godoy, el descubridor del mineral de Chañarcillo, á cuya riqueza debe la ciudad muchos de sus adelantos y mejoras. Posee buenos edificios públicos, establecimientos de beneficencia y de instrucción gratuita, como liceo de segunda enseñanza, colegio de minería y escuelas primarias; instituciones industriales, de crédito y otras sociales; iglesias parroquial, de la Merced y de San Francisco, primitiva y titular del pueblo; estación del ferrocarril, que se comunica al O. con Caldera y hacia el E. con Juan Godoy y otras poblaciones. Goza de un clima templado y muy sano. Respecto al origen de esta ciudad bastará apuntar que al arribo de Almagro y de Valdivia al valle del río de Copiapó éstos lo encontraron bastante poblado principalmente por indios de la antigua raza peruana y bajo el dominio de los incas, los cuales con el tiempo fueron desapareciendo en su mayor parte hasta concentrarse el resto en el paraje que después se llamó pueblo de San Femando. Valdivia, al llegar á dicho valle en octubre de 1,540, tomó en él primera posesión de todo el pais en nombre del rey de España y lo denominó valle de la posesión. Se estableció en él un pequeño centro de guarnición, así como en el lugar denominado la Puerta y otro punto del valle. El primero siguió sosteniéndose débilmente y con insignificante aumento de población en los dos primeros siglos de la colonia, hasta el año 1707, en que se comenzaron á descubrir en sus inmediaciones la ricas minas de oro y de plata de Chamonate, Chanchoquín, Odres, Rosario, &c., lo que atrajo pobladores y dió nueva vida al pueblo; de tal modo que ya en 1713 contaba con un vecindario de 900 almas, siete trapiches ó ingenios para molienda de minerales y otros establecimientos y mejoras. La importancia que siguió adquiriendo después decidió al Presidente Manso de Velasco á constituir su disperso caserío en una villa formal. Para el efecto comisionó al corregidor Don Francisco Cortés y Cartavío, y éste la fundó en 8 de diciembre de 1744, regularizando su planta y distribuyendo su área en 64 manzanas, dividas en 240 solares, y le dió el título de villa de San Francisco de la Selva de Copiapó[4]; todo lo cual aprobó la real cédula de 29 de julio de 1749. Todavía más tarde en diciembre de 1788, durante la visita que le hizo el Presidente Don Ambrosio O'Higgins, obtuvo nuevos adelantos con una mejor rectificación de sus calles, arreglos de las minas inmediatas y distribución económica de las aguas del río. Pero en el terremoto de 5 de noviembre de 1822, quedó casi enteramente arruinada y no vino á reponerse y á tomar un notable desarrollo sino desde 1832 con el descubrimiento del mineral de Chañarcillo. Por ley de 31 de octubre de 1843 pasó á ser capital de su provincia y recibió el título de ciudad. Su nombre es corrupción de Copayapu que viene del quichua copa color azul claro, como el de cierto óxido de cobre, y de yapu tierra arada, y que el P. Alonso de Ovalle traduce «sementera de turquesas.» Dista 697 kilómetros al N. de Valparaíso, vía Caldera.

### SigloXX
Esta situación se vio agravada por un fuerte sismo de 1918, que destruyó gran parte de la ciudad. Copiapó aún no se recuperaba del terremoto de 1918 cuando un nuevo sismo de 8.5° Richter sacudió a la ciudad el 10 de noviembre de 1922, que dejó el 40 % de las construcciones de la ciudad en el suelo, y el 45 % inhabitable. En toda la zona se registraron como mínimo 800 víctimas fatales. Esto sumado a la baja constante del precio de los minerales puso a Copiapó en una grave situación de postración que se arrastró durante varias décadas. Para algunos estudiosos esta crisis marcó el fin de la era de Chañarcillo.
El geógrafo chileno, Luis Risopatrón lo describe como una ‘aldea’ en su libro Diccionario Jeográfico de Chile en el año 1924:: 252 

Copiapó (Ciudad de) 27° 21' 70° 21'. Consta de unas 80 manzanas, cortadas en ángulo recto por calles de proporcionada anchura, con una plaza en el centro, buenos edificios públicos i estación de ferrocarril a 370 m de altitud; se estiende de NW a SE en un plano contiguo a la márjen N del rio del mismo nombre, entre contornos áridos i quebrados, escepto por la parte que baña el rio i la parte SE donde aumentan el número i tamaño de las huertas i campos interpuestos entre las habitaciones, a medida que se avanza al SE. Don Pedro Valdivia estableció en él una pequeña guarnición en 1540, al mando del capitán Bohon i Francisco de Aguirre echó las bases del primer asiento minero en 1549; tuvo insignificante aumento de población hasta el año de 1707, en que se comenzaron a descubrir en sus inmediaciones ricas minas de oro i plata, lo que atrajo pobladores i dio nueva vida al pueblo, de tal modo que en 1713 contaba unas 900 almas, 7 trapiches o injenios para molienda de minerales i otros establecimientos i mejoras, lo que decidió a regularizar su planta i distribuir su área en 64 manzanas i 240 solares, el 8 de diciembre de 1744, con el nombre de villa de San Francisco de la Selva de Copiapó, lo que aprobó la real cédula de 29 de julio de 1749. Quedó casi enteramente arruinada en el terremoto de 5 de noviembre de 1822 i no vino a reponerse i a tomar un notable desarrollo sino desde 1832, con el descubrimiento del mineral de Chañarcillo, lo que duró hasta los años de 1881, en que el broceo de las minas le produjo un gran decaimiento. Aun no salia de él cuando el terremoto de 10 de noviembre de 1922 le ocasionó nuevos perjuicios; habia anotado un aumento anual de la población de 0,83%, en el período de 1895- 1907, con una proporción de alfabetos en esta última fecha de 68,3%. Goza de un clima templado i mui sano, pues en 23 años de observaciones, se ha rejistrado como promedios anuales 16,2° C de temperatura, siendo 20,4° C la del mes de enero i 12,2° C la del mes de julio, 69% de humedad relativa, 2,8 de la nebulosidad (0-10) i 17,8 mm para el agua caida.

Copiapó comienza nuevamente un período de desarrollo aunque lento y sin el esplendor de la época «plateada» de Chañarcillo, pero que le permite sobrevivir y consolidarse como ciudad hacia la década de 1940 gracias a la reactivación de la economía, originada en la explotación de minerales para ser exportados a Estados Unidos en plena II Guerra Mundial. Luego de ese período se produjo una baja en el precio de los minerales pero afortunadamente no alcanzando los niveles previos a 1930, pese a ello Copiapó pudo tener un crecimiento sostenido que se mantiene hasta el día de hoy, volviendo a aumentar así la población y afianzando a la ciudad como un centro importante dentro del norte del país. El desarrollo minero muestra nuevos bríos destacándose, entre otros, el yacimiento y fundición de Potrerillos en 1927, la fundición Paipote en 1953 y el yacimiento de El Salvador en 1959. También se comienza a desarrollar a partir de la década de 1970, especialmente en su segunda mitad, el área agroindustrial, dado que se facilitó el desarrollo técnico de la agricultura, permitiendo la introducción del riego por goteo. Esto ha logrado que, una de las zonas más áridas del mundo, sea hoy una de las principales productoras de uva de mesa del mundo.
También entre los años 1950 y 1960, junto a la bonanza que trae la minería con el mineral de Chañarcillo, se crea la Agrupación Cultural EUSEBIO LILLO, conjunto artístico que realiza las "veladas culturales" haciendo teatro comunitario y dándole espacio a todas las manifestaciones artísticas, sus puestas en escenas son de dramaturgos de la época lo que redunda en una oportunidad para el teatro chileno y sus cultores. Las veladas artísticas eran espacios de socialización de la comunidad, esperadas por todos los habitantes de la zona por las cuales hacían su itinerancia.

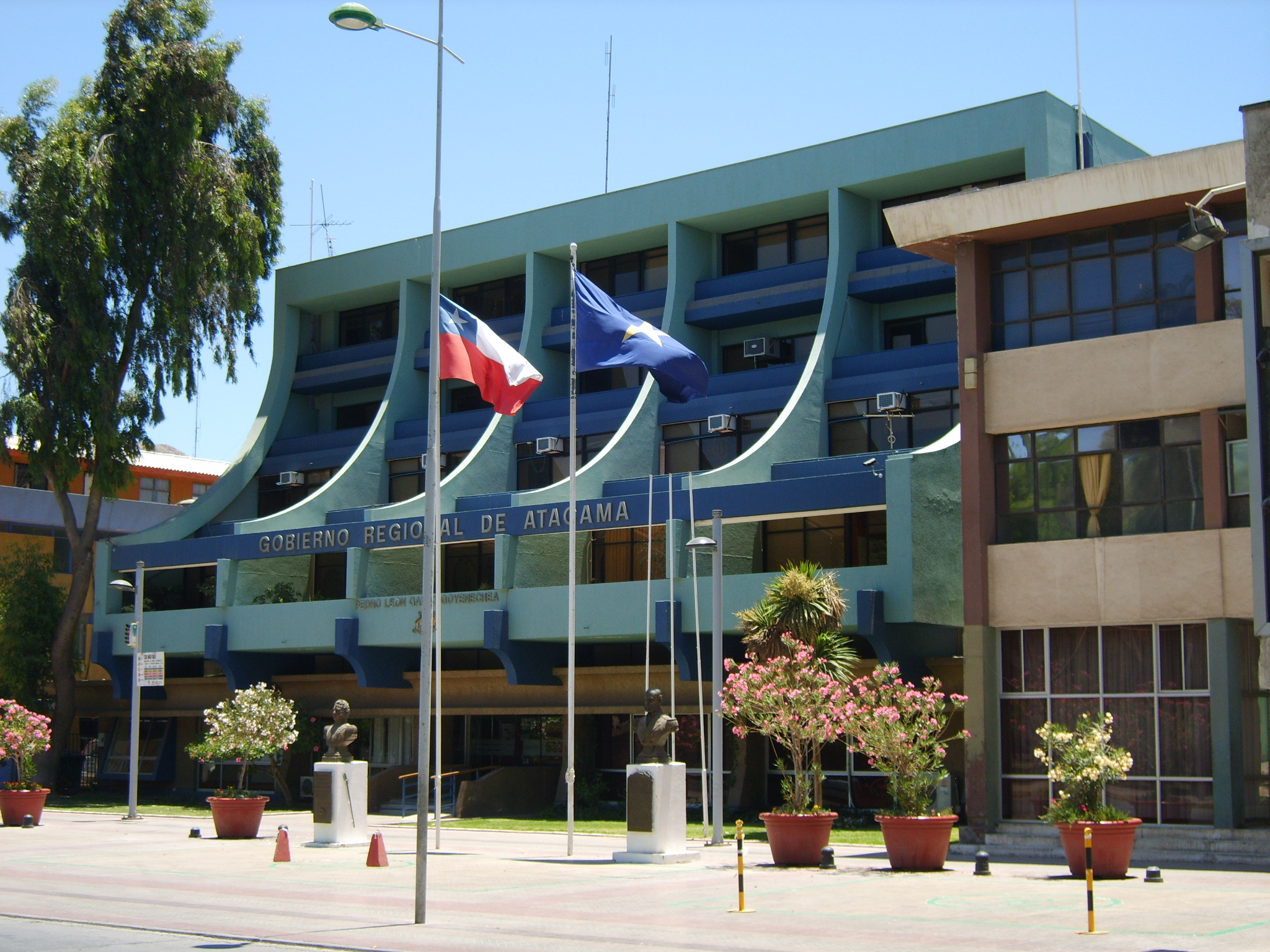
Edificio del Gobierno Regional de Atacama.

En 1976, por el proceso de regionalización impulsado por la dictadura del general Augusto Pinochet, se crea la III Región de Atacama, quedando Copiapó como Capital Regional. Durante este gobierno la ciudad recibió un fuerte impulso en su urbanización ya que se pavimentaron casi todas las calles de la ciudad además de construirse un moderno edificio para la Intendencia y se creó la primera biblioteca pública de la ciudad en 1983. Esto es curioso porque los ricos magnates de la minería copiapina del siglo XIX tenían fabulosas colecciones privadas traídas directamente de Europa y los Estados Unidos pero no las compartieron con la comunidad local, y las colecciones se fueron perdiendo con el tiempo. Excepción de lo anterior, fue la enorme biblioteca del acaudalado empresario minero y hombre público, Felipe Santiago Matta, quien legó la suya al primer Liceo de Hombres creado en la ciudad. Actualmente es parte de la colección Bibliográfica del Museo Regional de Atacama.
En 1978 comenzó la denominada revolución verde, con el cultivo a gran escala de uva de mesa en el Valle de Copiapó, propiciando una etapa de gran auge económico para la zona, que dejó de depender de los vaivenes del precio de los minerales. Es destacable que a partir de 1990 las autoridades mantuvieran el impulso productivo a nuevas áreas de la economía que había dado el régimen saliente. A partir de la segunda mitad de la década de 1990 ya se comenzara a vislumbrar en Copiapó el desarrollo del sector frutícola.
Se dice que gracias a la uva, Copiapó ha comenzado ser ciudad pues ha dejado de depender únicamente de la minería. Antes toda su actividad giraba en torno a la minería y no eran pocos quienes la consideraban solo como «un campamento minero con muchos autos» donde la población disminuía automáticamente si bajaba el precio de los minerales y aumentaba si ocurría lo contrario, ello además se reflejaba en la estética de la ciudad, donde los habitantes no manifestaban mayor preocupación por el estilo arquitectónico de sus viviendas o, algo más simple, como la mantención adecuada de estas, por considerarse buena parte de sus habitantes como de paso en la capital atacameña. A partir de la década de 1980 esto ha comenzado a cambiar con la llegada de profesionales desde otras partes tanto de Chile como del extranjero, o de muchos copiapinos que han emigrado para estudiar y han regresado a su tierra para mejorarla. A ello hay que agregar que la creación de la Universidad de Atacama en 1981 ha permitido que año a año llegue a la ciudad un número importante de jóvenes universitarios desde todo Chile que ha permitido contrarrestar la emigración de los jóvenes desde Copiapó hacia otros puntos del país que fue tan característica durante más de un siglo.
Además de la minería y la uva, ha comenzado en los últimos años el cultivo de olivos y la producción de aceite de oliva. También ha tenido un fuerte auge el turismo, especialmente el de aventura, orientado hacia un público más exigente y con poder adquisitivo (desierto de Atacama, volcán Ojos del Salado, etc).

## Patrimonio
Copiapó presenta una variedad de atractivos turísticos, entre los que destaca el desierto florido, siendo es uno de sus mayores atractivos. Además, cuenta con una geografía caracterizada por la presencia de altas montañas, quebradas y playas, entre las que destaca la playa "La Virgen", ubicada a poco más de 80 km de Copiapó.
La comuna de Copiapó cuenta con 55 servicios de alojamiento turísticos formalmente establecidos.

### Patrimonio urbano

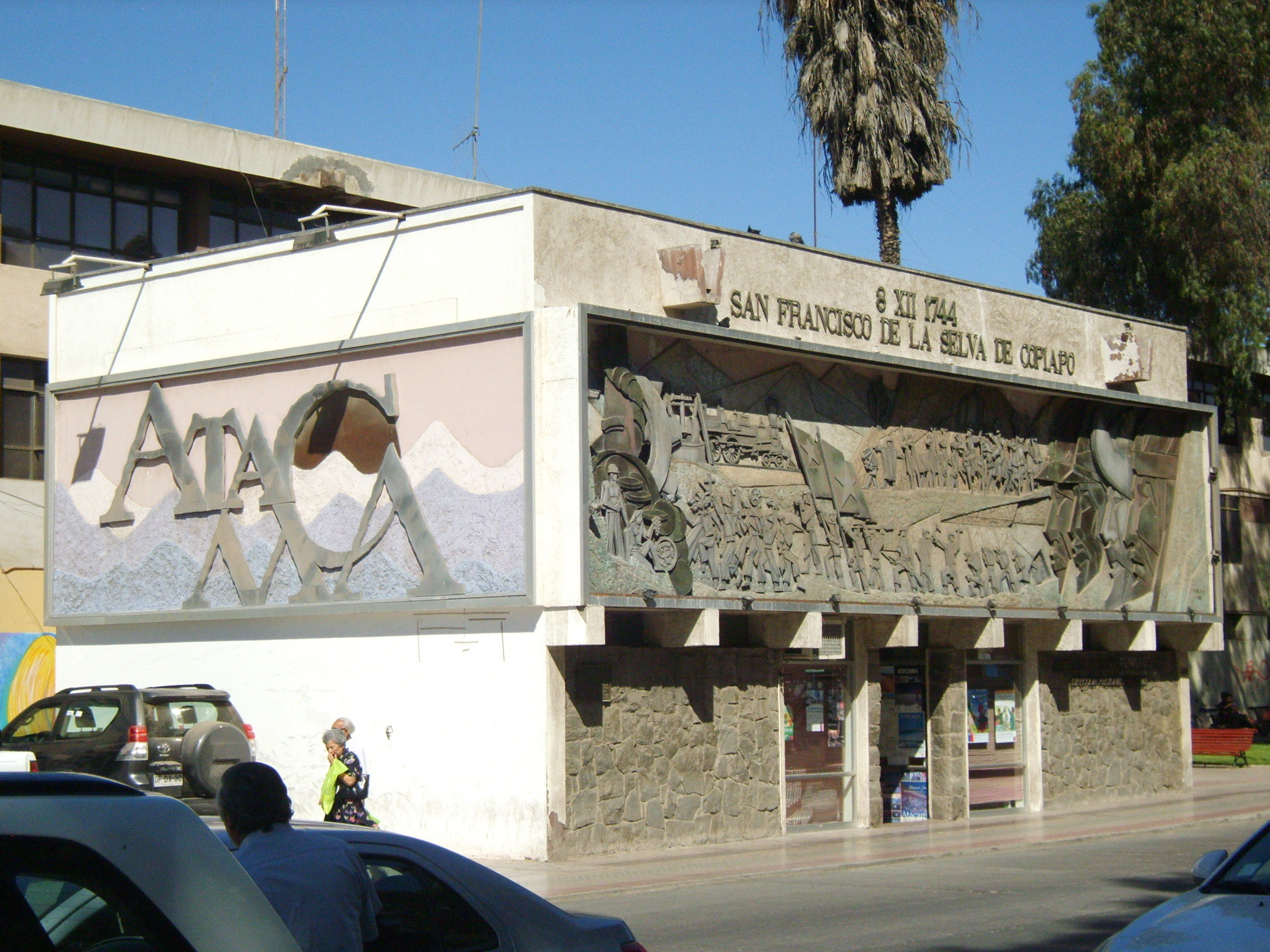
Edificio del Sernatur.

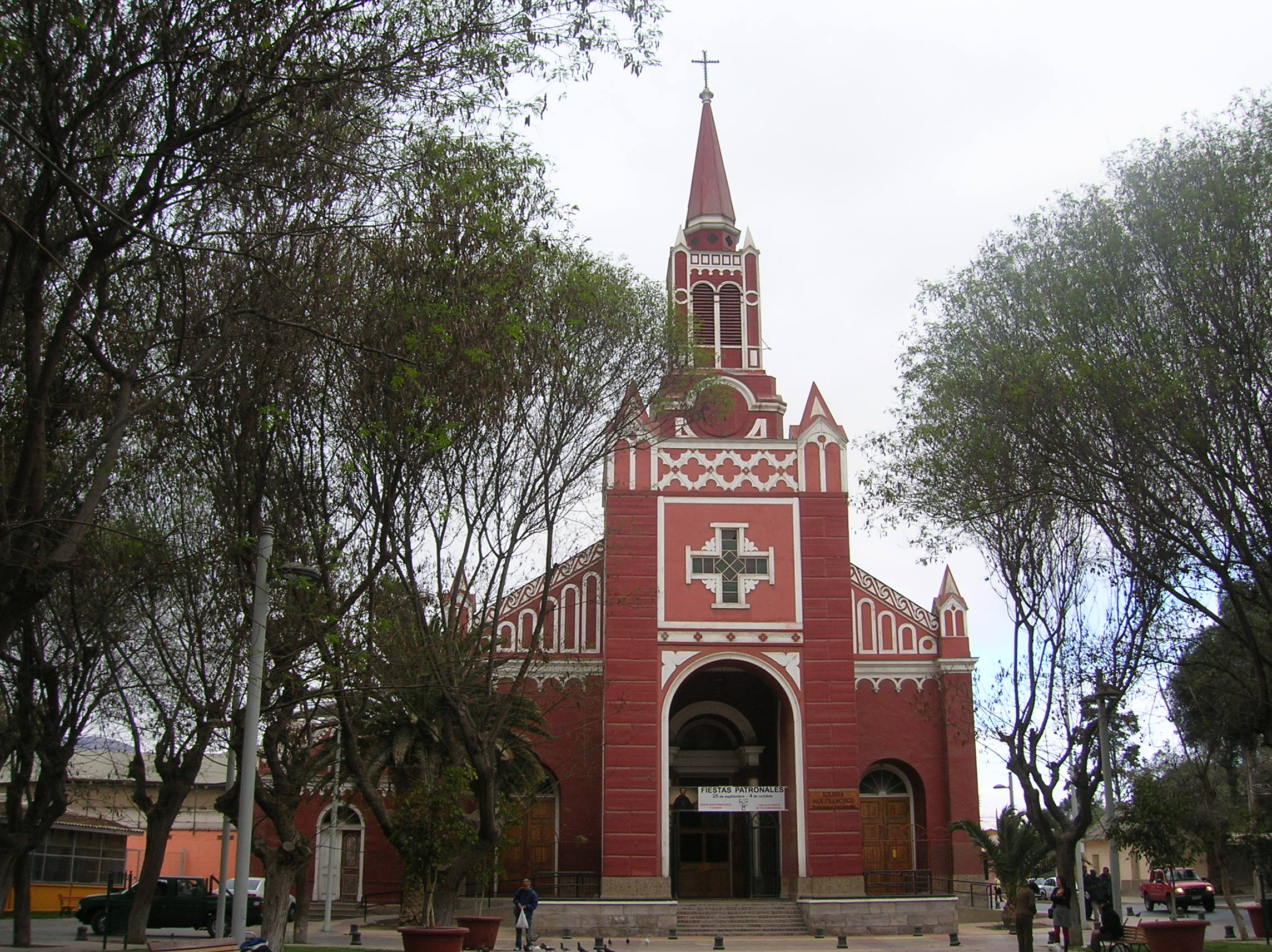
Iglesia San Francisco.

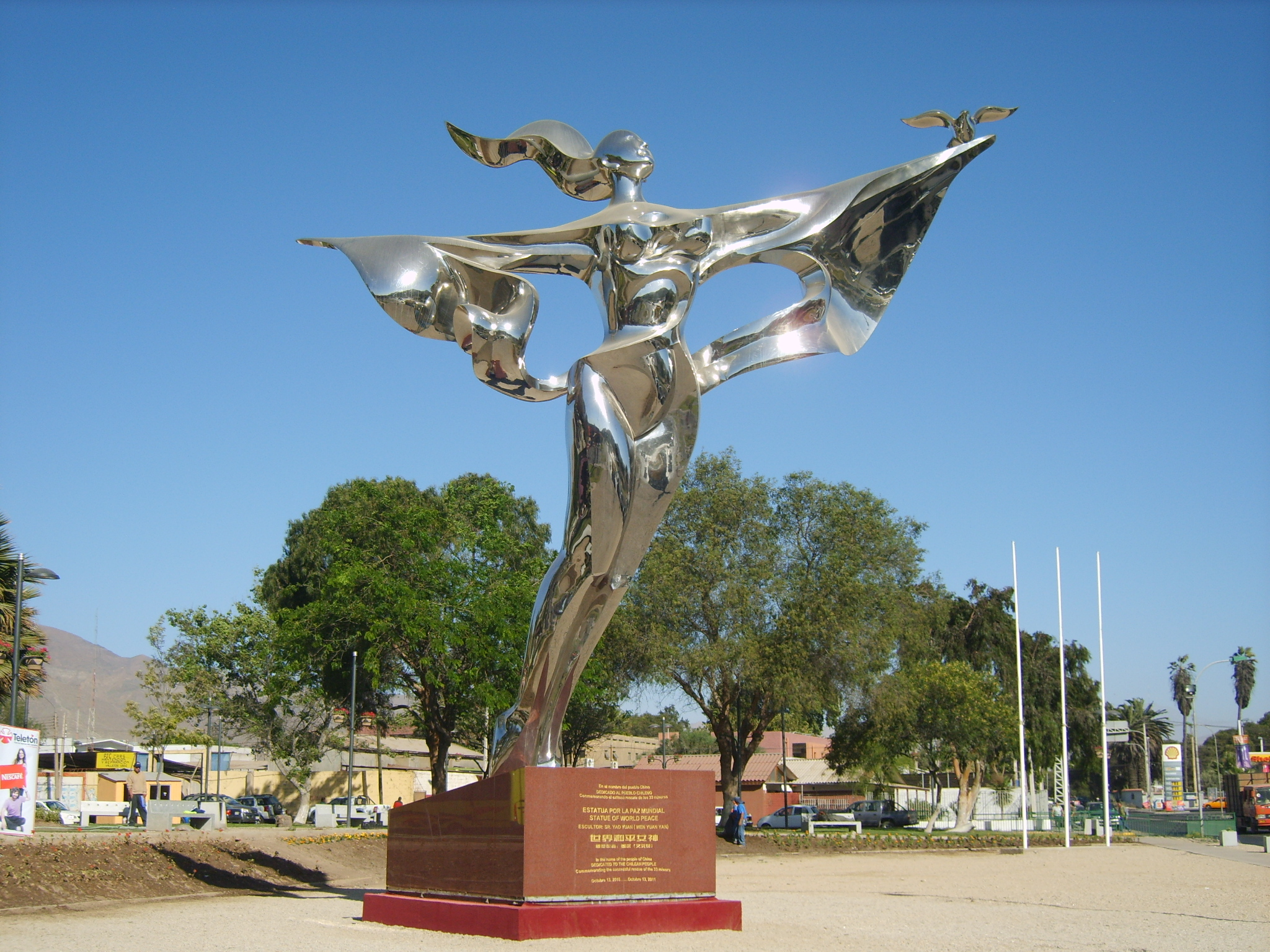
Escultura donada por China a la Municipalidad de Copiapó, en el primer aniversario del rescate de los 33 mineros.

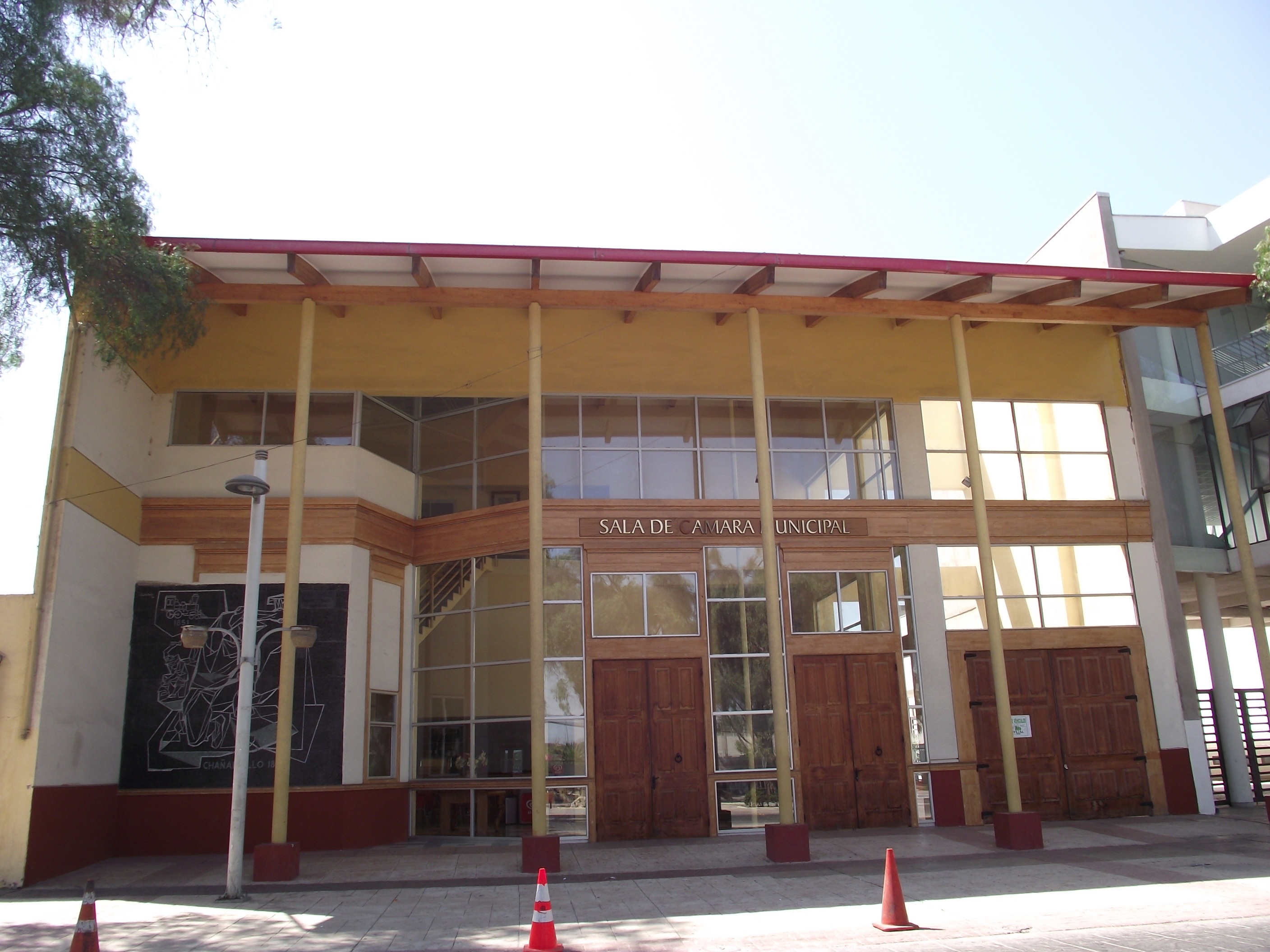
Sala de Cámara Municipal.

- Edificio Sernatur: Ubicado frente a la Plaza de Armas Arturo Prat, el edificio cuenta con tres murales en tres de sus fachadas que hacen resaltar la historia de la ciudad y región diseñados por Nelson Sills Aguirre.

- Biblioteca Pública Regional "José Joaquín Vallejo"
- Iglesia Belén: construida por los jesuitas durante la Colonia y restaurada en 1856.
- Plaza Prat: era la antigua Plaza de Armas de la ciudad, tenía en su centro una estatua de mármol y no había árboles. En 1880 se plantaron los 84 pimientos que hoy existen, y se instaló una estatua y una fuente de mármol, alegoría francesa a la minería.
- Iglesia de San Francisco: Construida en 1872 con pino oregón y caña de Guayaquil revestida de barro. Junto a la iglesia está el convento de San Francisco del Valle, fundado en 1662.
- Iglesia de Nuestra Señora de la Candelaria: los primeros días de febrero, en los alrededores del templo se da inicio a una fiesta en honor a la patrona de los mineros en verano, la Virgen de la Candelaria.
- Cerro La Cruz: desde la cumbre se puede observar desde la ciudad de Copiapó y el valle, actualmente se encuentra en etapa de proyecto para integrarlo a la estructura urbana con un parque de urbano.

- Escultura de la Paz: escultura donada por China a la I. Municipalidad de Copiapó, en el primer aniversario del histórico rescate de los 33 mineros de la Mina San José, está ubicada en la entrada sur de la ciudad. Su escultor y autor fue el artista chino Yao Yuan, y corresponde a una de un total de doce esculturas idénticas que la fundación World Peace Statues planea erigir en distintos puntos del mundo para conmemorar hechos históricos. La primera estatua fue levantada en Normandía, en conmemoración del fin de la Segunda Guerra Mundial.[22]

- Sala de Cámara de Copiapó: Con una superficie de 1016 metros cuadrados, y una capacidad de 250 butacas, se enmarca dentro del plan de recuperación del centro histórico de Copiapó y de la recuperación de la infraestructura cultural de la ciudad.

- Avenida Manuel Antonio Matta, importante arteria en la ciudad, atraviesa un sector declarado Zona de Conservación Histórica el 14 de diciembre de 1991 debido a la presencia de importantes monumentos nacionales e históricos, entre los que se encuentran:
  - Figura de un Cóndor: ave nacional, obsequio de la colonia libanesa residente a la ciudad de Copiapó en su bicentenario (1944).
  - Monumento a los Héroes y Soldados de Atacama: inaugurado el 18 de septiembre de 1885, la escultura fue realizada por el artista chileno José Miguel Blanco.
  - Cripta de Los Héroes: aquí reposan los restos de 13 oficiales y 31 soldados de los Batallones "Atacama" que tuvieron destacada participación en la Guerra del Pacífico.
  - Monumento a don Manuel Antonio Matta: erigido en bronce en 1905, es obra del escultor chileno Virgilio Arias.
  - Monumento al Capitán Ignacio Carrera Pinto: homenaje al centenario de la Batalla de La Concepción (1882-1982).
  - Monumento a Juan Godoy: monumento erigido en 1851, en homenaje al arriero descubridor del mineral de Chañarcillo en el año 1832.

Monumentos ubicados en Avenida Manuel Antonio Matta
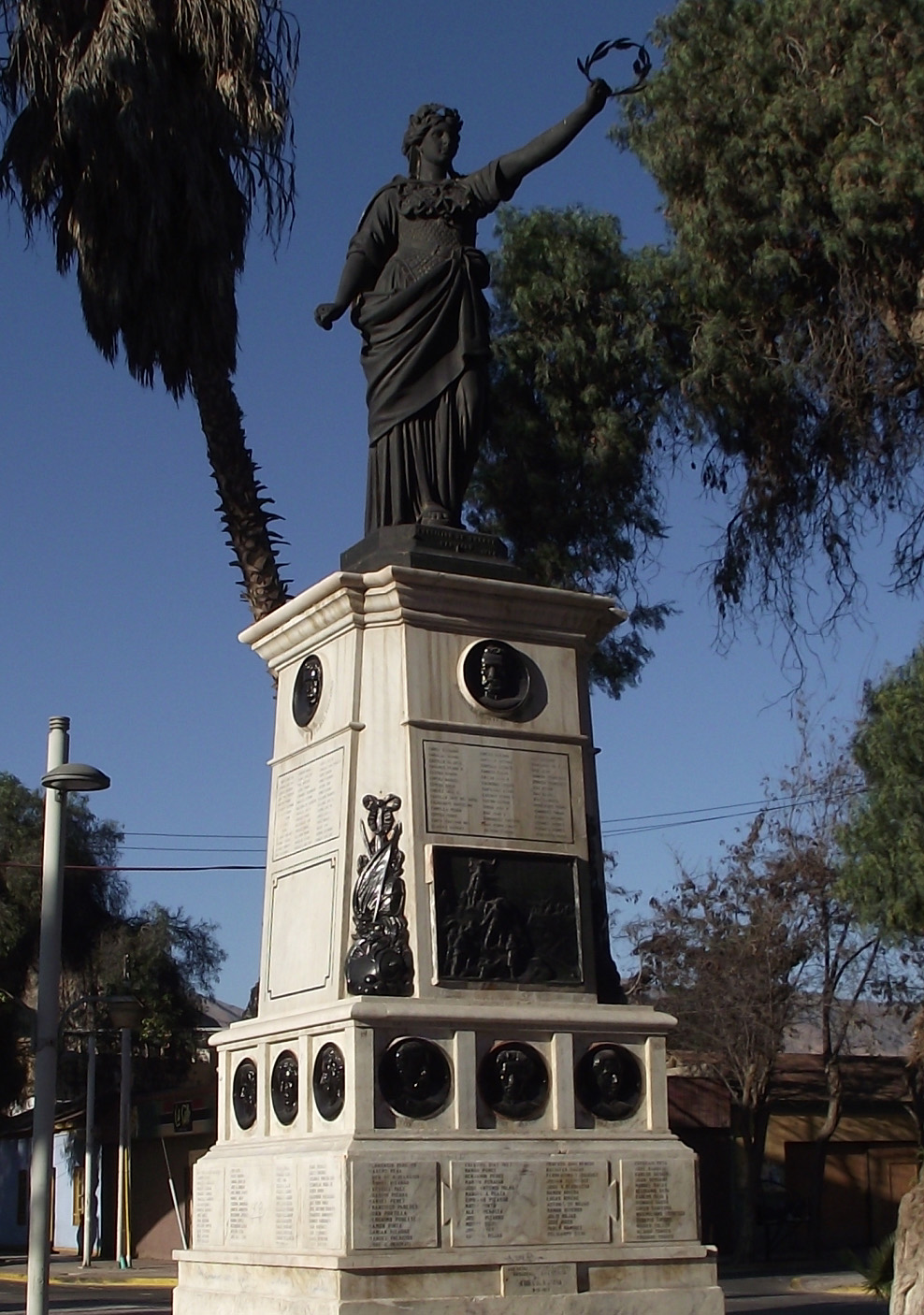
Monumento a los Héroes y Soldados de Atacama.
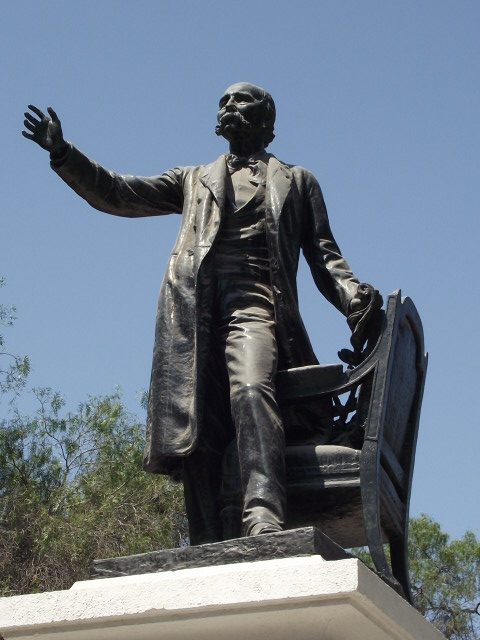
Monumento a Manuel Antonio Matta.
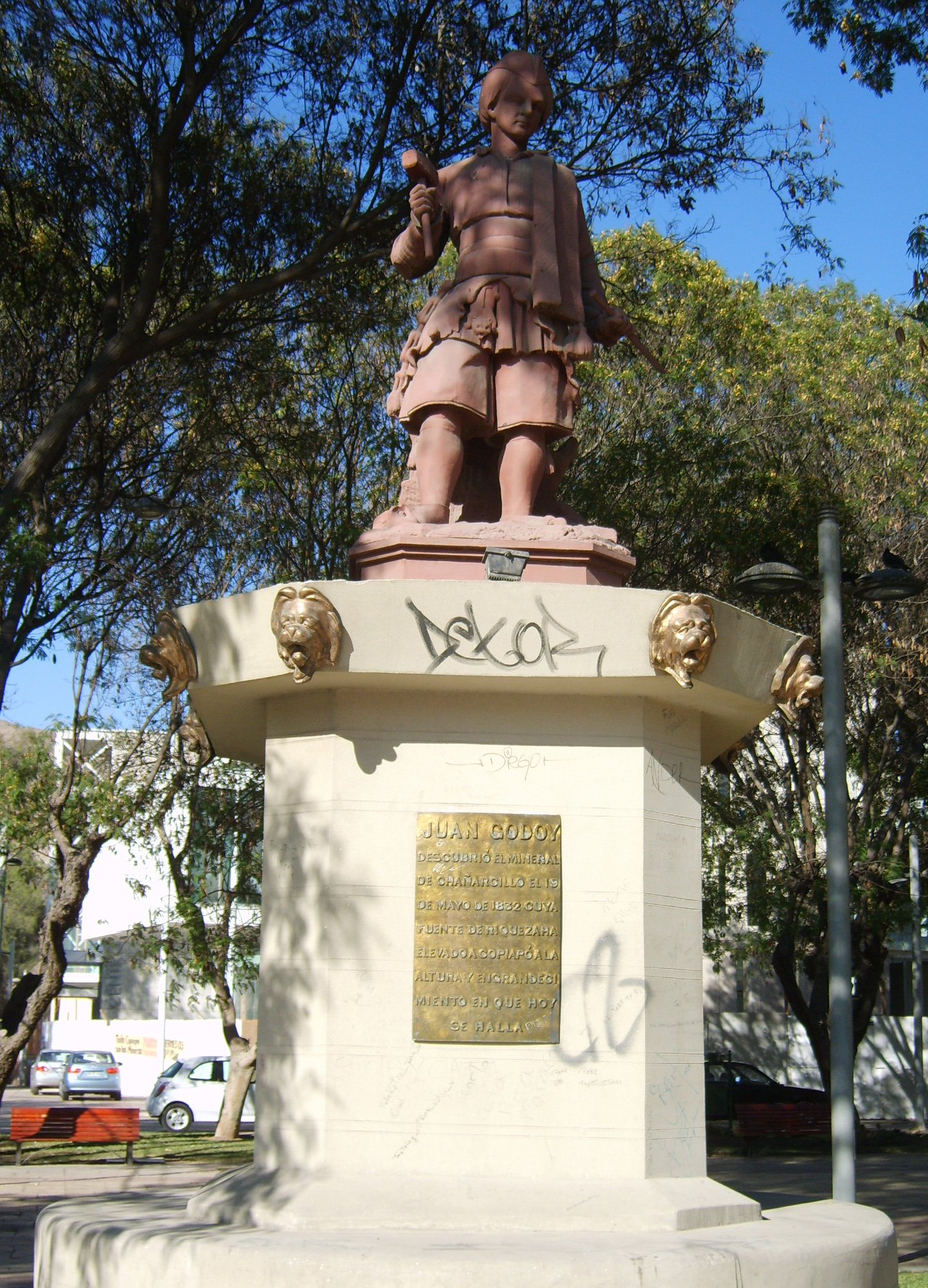
Monumento a Juan Godoy.

#### Monumentos nacionales
- Iglesia Catedral: ubicada junto a la Plaza de Copiapó, fue construida entre 1840 y 1851 en estilo neoclásico inglés. Su construcción es de madera con doble tabiquería de 13 mm de ancho. Su frontis tiene columnas y está rematado por una gran torre cuadrada de 3 niveles rodeados por columnas. Fue declarada Monumento Nacional en el año 1981.
- Estación de Ferrocarril: edificada en madera en 1854, fue restaurada en 1982 y hoy es un Museo, con fotografías del primer ferrocarril de Chile, el Ferrocarril Caldera-Copiapó, que unió a la ciudad con el puerto de Caldera. Fue declarada Monumento Nacional el 29 de octubre de 1981.
- Locomotora Copiapó: primera máquina que circuló en Chile, en el tercer ferrocarril de América del Sur. Fue construida por Norris Brothers en Filadelfia, en octubre de 1850. Fue declarada Monumento Nacional en 1952 y hoy en día se conserva en el Campus Paulino del Barrio de la Universidad de Atacama.
- Casa Villa Viña de Cristo: mansión construida en 1860 con materiales traídos exclusivamente de Europa por orden del acaudalado minero Apolinario Soto, quien fuera dueño de la mina de plata Tres Puntas. Se ubica en el Campus Rómulo J. Peña de la Universidad de Atacama.
- Casa de los Empleados de Ferrocarriles: casa habitación en estilo colonial construida alrededor de 1860, fue restaurada en 1993. Se ubica en la Avenida Manuel Antonio Matta.
- Edificio Consistorial: construida en 1860, por años funcionó allí la Ilustre Municipalidad de Copiapó. Actualmente alberga a la Casa de la Cultura.
- Cuatro estatuas de mármol y fuente central de la Plaza de Armas de Copiapó: las primeras fueron traídas desde el Perú como botín de guerra tras la Guerra del Pacífico.

Monumentos Nacionales en Copiapó
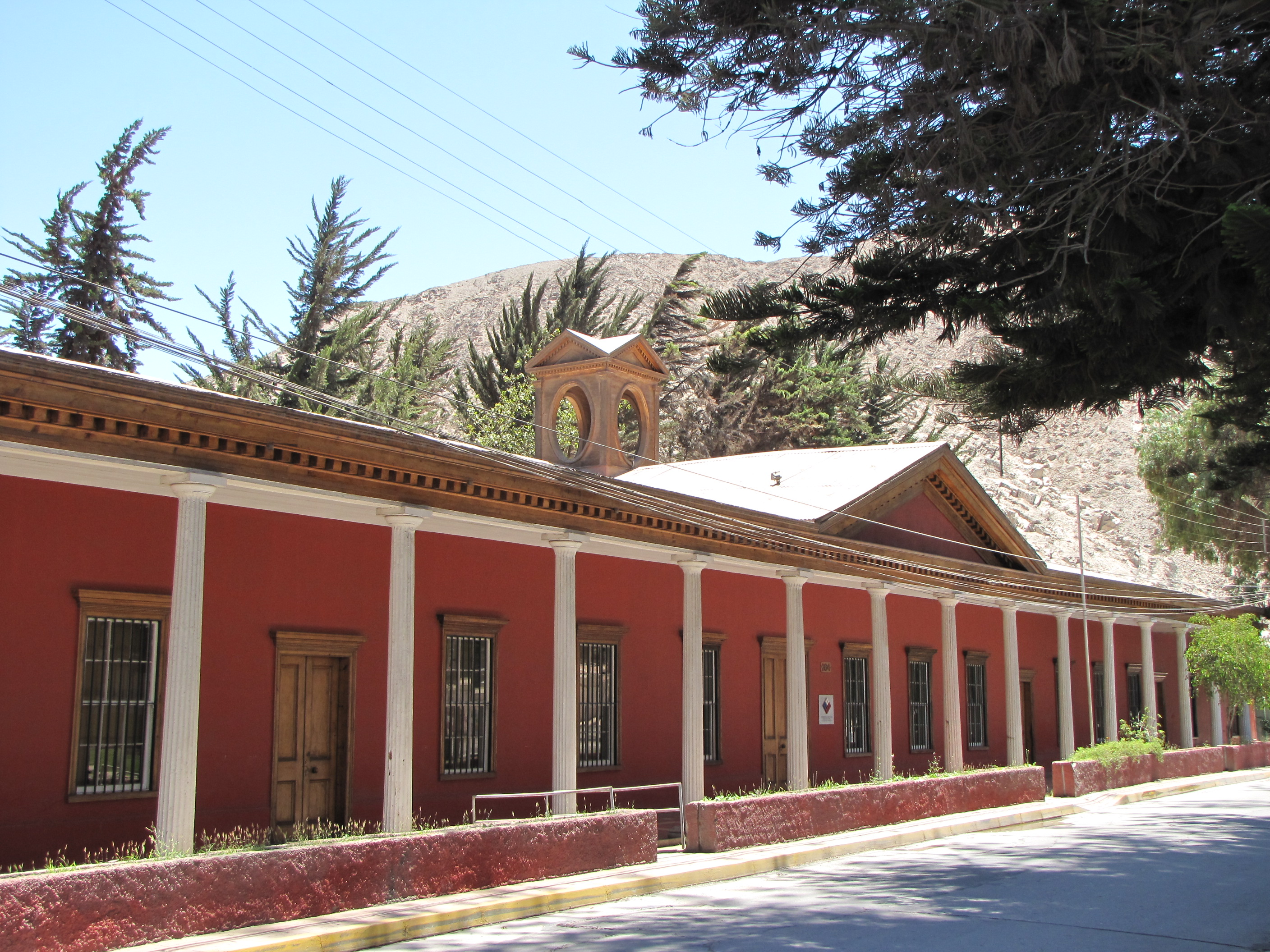
Ex Casa de los Empleados de Ferrocarriles.
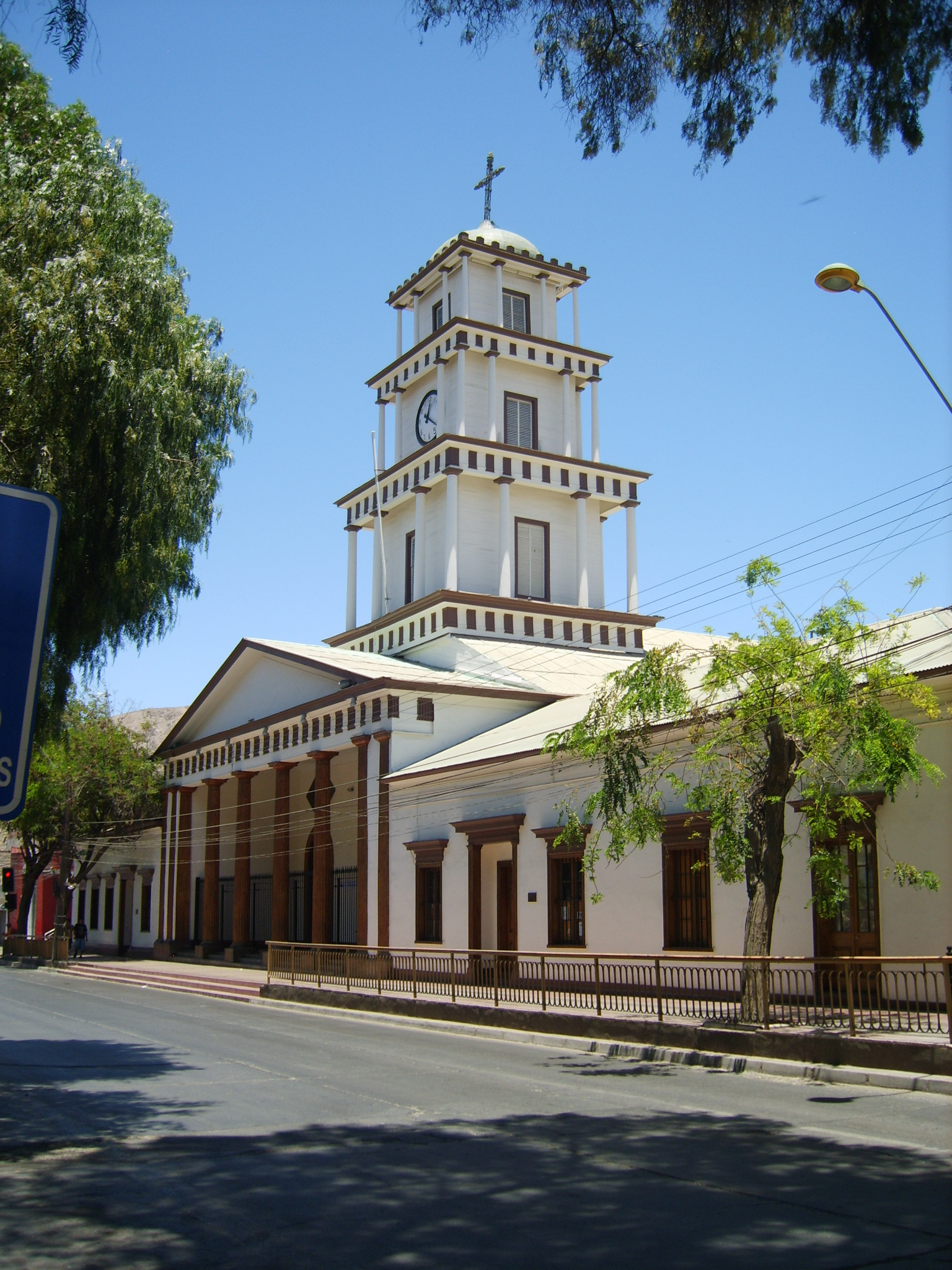
Iglesia Catedral de Copiapó.
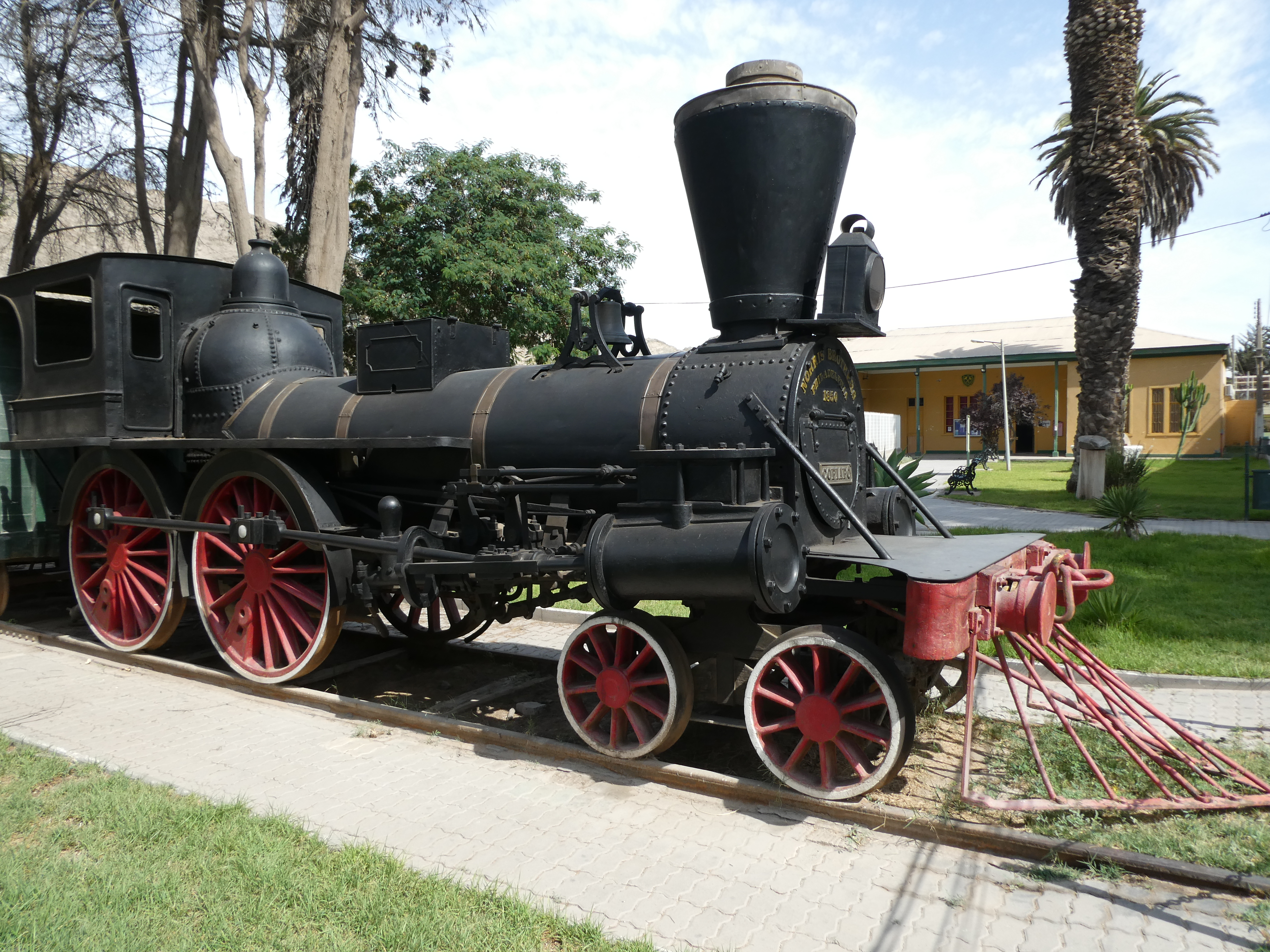
Locomotora Copiapó.
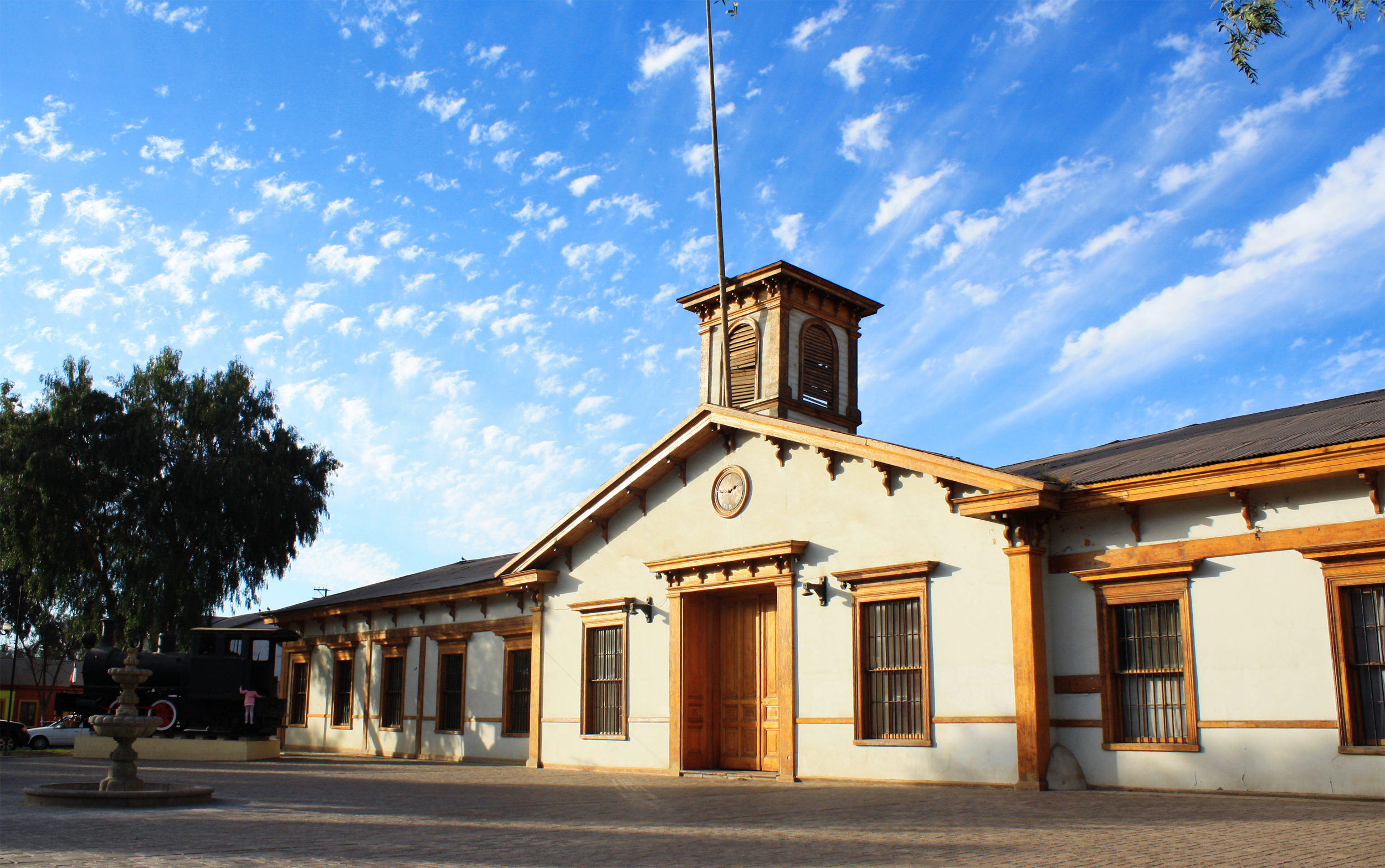
Estación de Ferrocarriles.
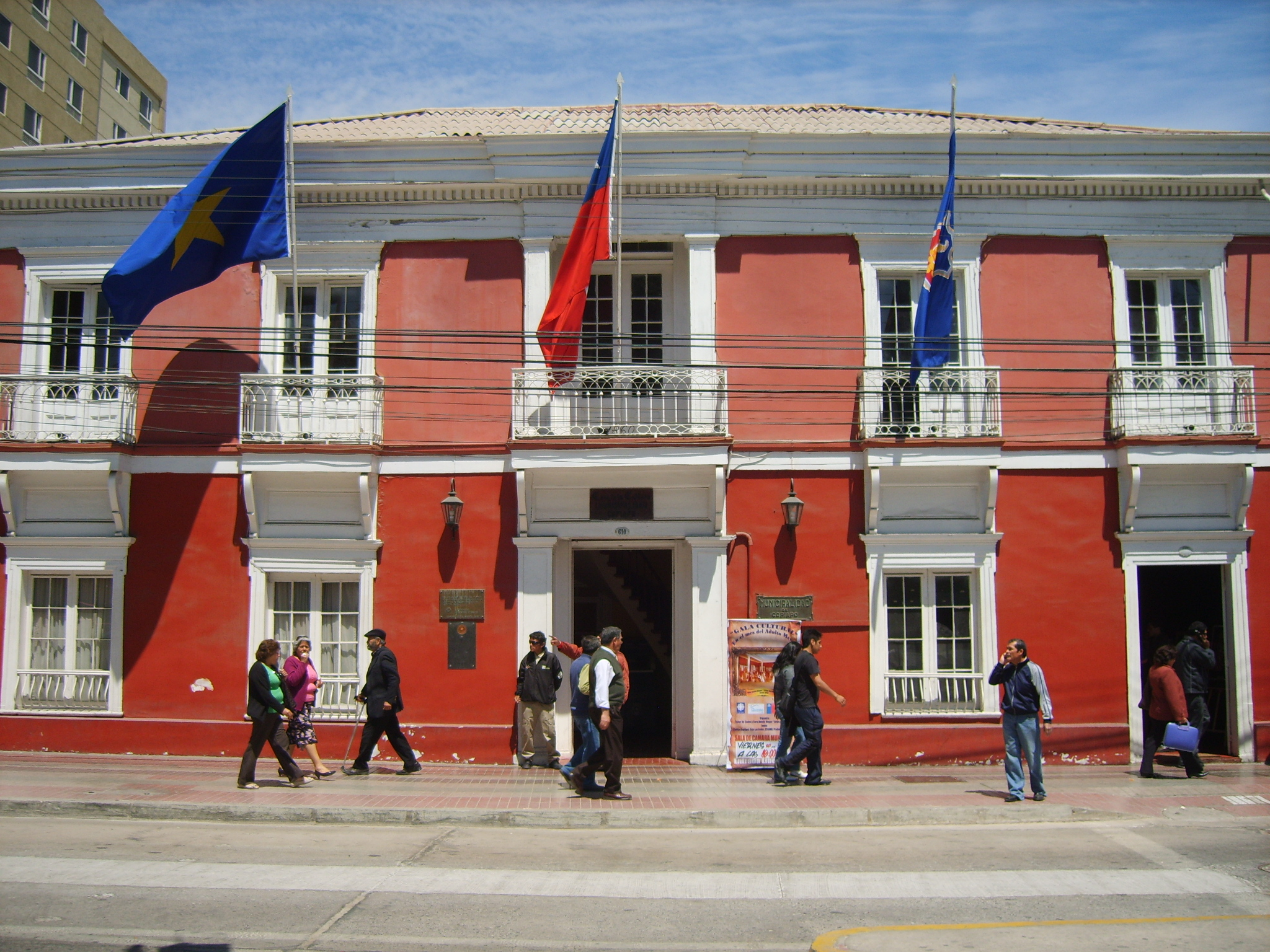
Casa de la Cultura.

#### Museos

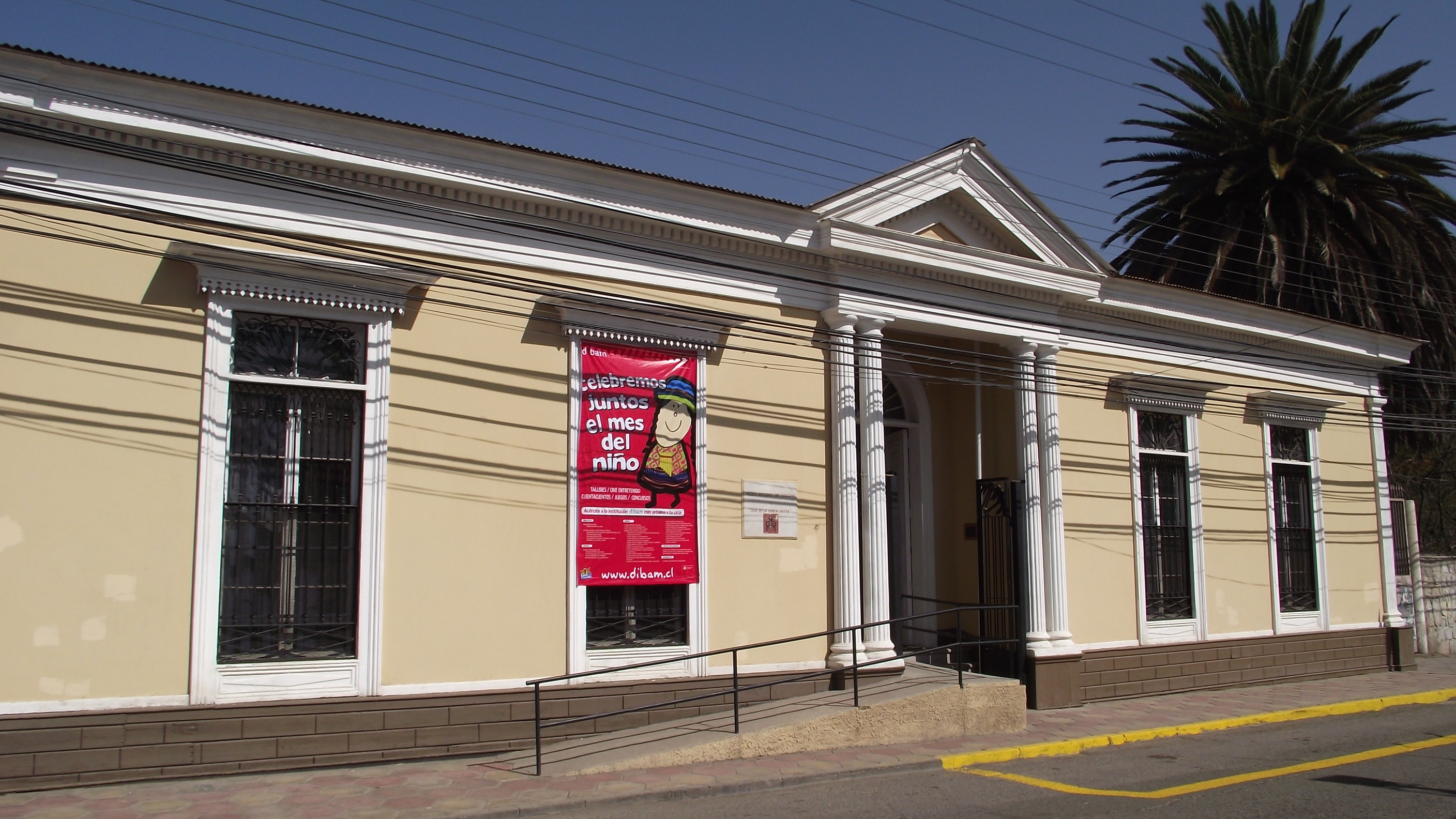
Museo Regional de Atacama.

- Museo Regional de Atacama: Monumento Nacional. Se inauguró el 8 de diciembre de 1973 en la residencia de los intendentes hasta el año 1982, en que se trasladó a su actual ubicación la casa de la familia Matta. En él se exhibe colecciones arqueológicas, mineralógicas e históricas provenientes de la Universidad Técnica del Estado, la Escuela Normal Rómulo J. Peña, el Liceo de Hombres de Copiapó, El Centro Cultural Jotabeche, la Ilustre Municipalidad de Copiapó, y algunos particulares. El Museo Regional de Atacama alberga entre otras cosas una rica recopilación de objetos representativos de la época de esplendor minero de Atacama; de la gesta de la Guerra del Pacífico, especialmente de la participación de Los Batallones Atacama I y II. Igualmente mantiene una importante colección de fotografías de fines del siglo XIX y comienzos del siglo XX. Como también una variada gama de objetos característicos de la pequeña minería de Atacama. Desde el año 2009, bajo la dirección del Doctor en Historia Guillermo Cortés Lutz, el Museo ha tenido una nueva forma de trabajar e insertarse con la comunidad. Desde agosto de 2011 el museo también alberga la cápsula de rescate Fénix 2 y el mensaje "Estamos bien en el refugio los 33", escrito por el minero José Ojeda.

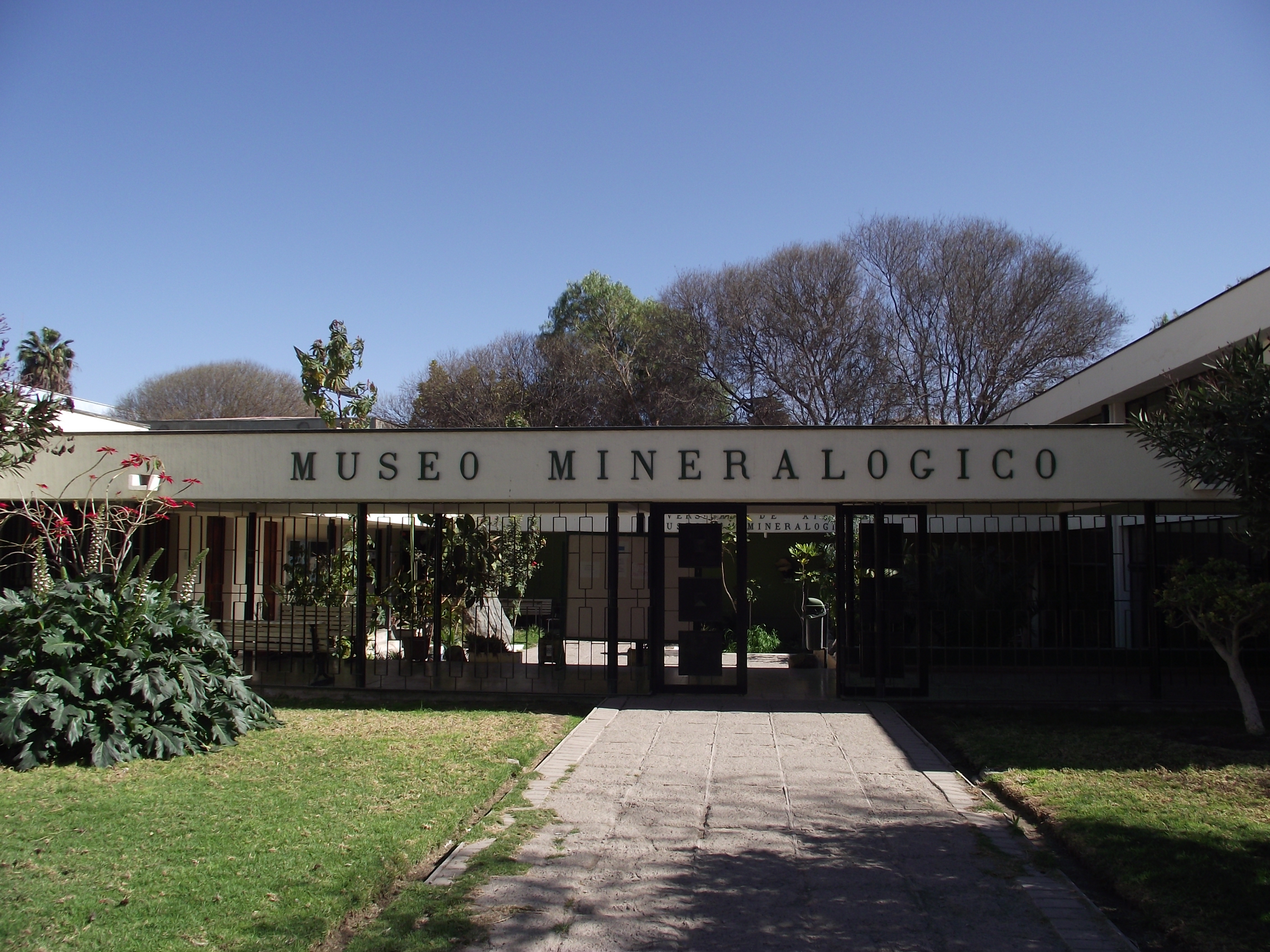
Museo Mineralógico.

- Museo Mineralógico: Es el más importante en su tipo en Chile y uno de los más completos en el mundo. Exhibe muestras de piedras raras, como el Rosicler de plata (también conocido como proustita), un extraño mineral sensible a la luz que se encuentra correctamente protegido y aunque su exhibición al público está limitada, existe una muestra a la que se puede acceder a través de lentes especiales que permiten observar en la oscuridad. También existe una muestra pura de plata que conserva todas sus características originales del mineral y que fue extraído desde Chañarcillo. Entre las variedades que se pueden visitar en el establecimiento se encuentra un trozo de material extraterrestre de 79 kg, que fue encontrado en el desierto de Atacama, posee una de las colecciones mineral más grandes y variadas de Sudamérica, con más de catorce mil muestras. El actual edificio que alberga al museo fue inaugurado el 7 de diciembre de 1980.[23]

- Museo Histórico Militar: Dispone de una sala de exhibición donde se exponen maquetas históricas y objetos patrimoniales relativos a la Guerra del Pacífico y la relación cívico-militar del Batallón Atacama y su rol fundamental en las batallas como el desembarco en Pisagua, Batalla de San Francisco (Dolores), Batalla de Los Ángeles (Moquegua), Alto de la Alianza (Tacna), etc. Se encuentra al interior del Regimiento de Infantería n.º 23 "Copiapó", ubicado en Los Carrera n.º 1723, Copiapó.

#### Accidente en el yacimiento San José de 2010
El accidente en el yacimiento San José fue un derrumbe ocurrido el jueves 5 de agosto de 2010, que dejó atrapados a 33 mineros a 700 metros de profundidad en la mina de oro y cobre que, ubicada 45 km al norte de esta ciudad chilena, era explotada por la compañía San Esteban. Finalmente, fueron rescatados uno a uno en un ambiente muy emotivo a partir de la madrugada del 13 de octubre, mediante una grúa en superficie que tiraba de una angosta cápsula individual, ante familiares, amigos, numeroso público y un despliegue importante de medios de comunicación a escala mundial, en presencia de Sebastián Piñera, presidente de la República.

## Geografía y clima

### Geografía

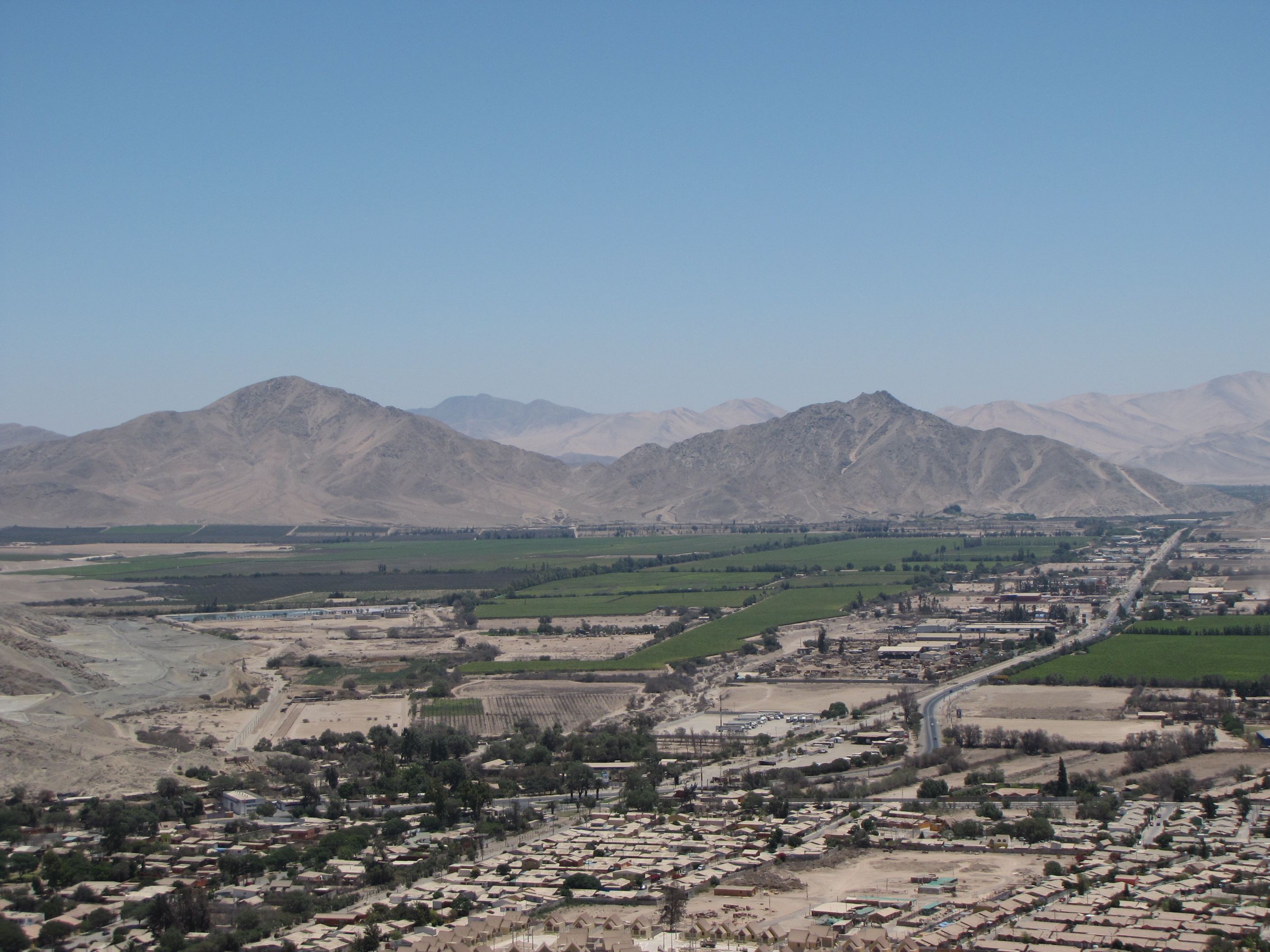
Salida norte y parte del valle de Copiapó.

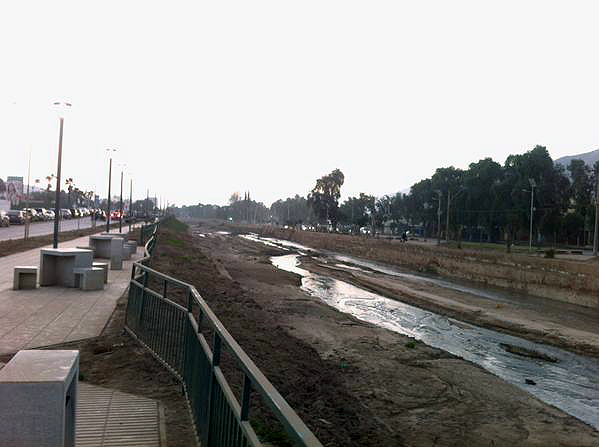
Río Copiapó en el año 2015

La comuna de Copiapó se encuentra emplazada en las unidades geomorfológicas de Pediplanos, glacis y piedemont, Pampa ondulada o austral, Pampa transicional, Cordillera prealtiplanica, Planicie marina o fluviomarina, Llanos de sedimentación fluvial o aluvional, Gran fosa prealtiplanica, Cordillera de la costa, Precordillera de Domeyko y Cordillera andina de retención crionival, mientras que la ciudad se encuentra emplazada en medio del valle transversal de Copiapó, situándose de norponiente a sudoriente a lo largo de este. La ciudad ha estado delimitada históricamente por los cerros y el río, aunque en los últimos años, la población se ha asentado al otro lado del río, modificandóse así los límites naturales de la ciudad. Dentro de la ciudad, geográficamente hablando, se distinguen claramente dos zonas: los sectores bajos, en donde se ubica el centro histórico de la ciudad y los «Sectores Altos», eminentemente residencial de clase media y baja, el cual ha tenido un gran desarrollo urbano los últimos años.

#### Hitos geográficos de la comuna
Entre las Montañas destacadas se incluyen el Nevado Ojos del Salado, Volcán Incahuasi, Volcán Los Patos, Nevado Tres Cruces, Cerro El Muerto y Cerro Ermitaño. En cuanto a las Quebradas, se destacan la Quebrada de Paipote, Quebrada San Andrés, Quebrada Totoral, Quebrada Seca y Quebrada La Junta.

#### Sismología
Chile, históricamente, por estar situado en el Cinturón de Fuego del Pacífico, ha sido un país muy sísmico. Esta situación también se presenta en Copiapó, en donde se han registrado un sinnúmero de sismos en una cantidad mayor que la media nacional. Se destacan los terremotos de 1765, 1819, 1822, 1859, 1918 y 1922. Este último es especialmente fuerte y destructor, dejando una gran cantidad de muertos y daños materiales. Tuvo una magnitud de 8.8 Richter, el cual lo sitúa como el tercer terremoto más fuerte registrado en Chile.
Luego se ve una notoria disminución de los movimientos telúricos, la cual se reactiva con un enjambre sísmico (en septiembre y octubre de 1973), con un sismo que alcanzó los 7 Mercalli (en 1978).
En 1992 se registró un sismo sobre 6 Richter. En los años 2000 se registran tres eventos de importancia: el 18 de abril de 2002 con un sismo de 6.9 Richter localizado en una ciudad cercana, Chañaral, un enjambre sísmico en los meses de abril y mayo de 2006, produciéndose dentro de este enjambre dos sismos de 6.3 Richter (el 30 de abril) y un sismo de 6 Richter (en noviembre de 2007). En el año 2010 el 26 de marzo se produce un fuerte movimiento sísmico que alcanza los 6.2 Richter, este movimiento genera un pánico colectivo tras la conmoción causada por el terremoto del 27 de febrero. El último movimiento telúrico de importancia registrado en la ciudad de Copiapó fue el 30 de enero de 2013, evento que alcanzó los 6,8 Richter, y que según el Servicio Sismológico de la Universidad de Chile el epicentro del sismo se ubicó a 77 kilómetros al noroeste de Vallenar. El fenómeno registró una profundidad de 43 kilómetros.

### Clima
Según la clasificación climática de Köppen, la comuna presenta un clima de tundra (ET), clima de tundra de lluvia estival (ET (w)), clima de tundra de lluvia invernal (ET (s)), clima desértico frío de lluvia invernal (BWk (s)), clima glacial (EF), clima glacial de lluvia estival (EF (w)), clima semiárido (BSk), clima semiárido de lluvia invernal (BSk (s)) y clima semiárido de lluvia invernal e influencia costera (BSk (s) (i)). La región de Atacama se caracteriza por tener uno de los climas más áridos del mundo y por la presencia de desiertos; al igual que Copiapó, que posee un clima desértico. Debido al aumento paulatino hacia el sur de las precipitaciones invernales de Copiapó, hacia el límite norte regional el clima es muy árido, similar al de la Región de Antofagasta. Al sur de la ciudad de Copiapó el clima se transforma en desierto marginal para paulatinamente dar paso al clima de estepa cálido. Se destacan en la región cuatro subclimas. Este clima se caracteriza por presentar una mayor cantidad de precipitaciones anuales, aumentando hacia el sur. La temperatura media anual corresponde a 15 °C y la humedad tiende a desaparecer en la medida que penetra hacia el interior de los valles y cordones de cerros transversales. Las condiciones desérticas son más atenuadas, debido al aumento de las precipitaciones caracterizando a esta zona como un semidesierto.
Las temperaturas en verano son cálidas durante el día, con temperaturas máximas normales comprendidas entre los 26 y 29 °C, y superando en ocasiones los 32 °C, mientras que durante la noche en esta época del año bajan hasta llegar regularmente a los 11 °C, aproximadamente. En la época invernal se producen durante la noche temperaturas de 0 a 5 °C y en el día puede llegar fácilmente hasta los 21 °C.
| Parámetros climáticos promedio de Copiapó         | Parámetros climáticos promedio de Copiapó | Parámetros climáticos promedio de Copiapó | Parámetros climáticos promedio de Copiapó | Parámetros climáticos promedio de Copiapó | Parámetros climáticos promedio de Copiapó | Parámetros climáticos promedio de Copiapó | Parámetros climáticos promedio de Copiapó | Parámetros climáticos promedio de Copiapó | Parámetros climáticos promedio de Copiapó | Parámetros climáticos promedio de Copiapó | Parámetros climáticos promedio de Copiapó | Parámetros climáticos promedio de Copiapó | Parámetros climáticos promedio de Copiapó |
| Mes                                               | Ene.                                      | Feb.                                      | Mar.                                      | Abr.                                      | May.                                      | Jun.                                      | Jul.                                      | Ago.                                      | Sep.                                      | Oct.                                      | Nov.                                      | Dic.                                      | Anual                                     |
| ------------------------------------------------- | ----------------------------------------- | ----------------------------------------- | ----------------------------------------- | ----------------------------------------- | ----------------------------------------- | ----------------------------------------- | ----------------------------------------- | ----------------------------------------- | ----------------------------------------- | ----------------------------------------- | ----------------------------------------- | ----------------------------------------- | ----------------------------------------- |
| Temp. máx. abs. (°C)                              | 33.8                                      | 31.6                                      | 32.4                                      | 31.8                                      | 31.4                                      | 34.1                                      | 32.8                                      | 34.0                                      | 32.7                                      | 32.4                                      | 32.2                                      | 31.4                                      | 34.1                                      |
| Temp. máx. media (°C)                             | 27.5                                      | 27.5                                      | 26.1                                      | 23.5                                      | 21.3                                      | 19.6                                      | 19.3                                      | 20.3                                      | 21.8                                      | 23.3                                      | 24.7                                      | 26.4                                      | 23.4                                      |
| Temp. media (°C)                                  | 21.5                                      | 21.2                                      | 20.0                                      | 17.7                                      | 15.4                                      | 13.7                                      | 13.3                                      | 14.2                                      | 15.6                                      | 17.0                                      | 18.6                                      | 20.3                                      | 17.3                                      |
| Temp. mín. media (°C)                             | 15.5                                      | 14.9                                      | 14.0                                      | 11.9                                      | 9.6                                       | 7.8                                       | 7.3                                       | 8.2                                       | 9.5                                       | 10.8                                      | 12.5                                      | 14.3                                      | 11.3                                      |
| Temp. mín. abs. (°C)                              | 7.0                                       | 2.5                                       | 1.4                                       | 3.4                                       | 0.4                                       | -0.6                                      | -2.0                                      | -0.6                                      | 0.8                                       | 0.6                                       | 1.5                                       | 2.4                                       | -2.0                                      |
| Precipitación total (mm)                          | 0.0                                       | 0.1                                       | 1.2                                       | 1.0                                       | 1.5                                       | 5.6                                       | 5.6                                       | 3.4                                       | 0.3                                       | 0.1                                       | 0.0                                       | 0.0                                       | 18.8                                      |
| Días de precipitaciones (≥ 1 mm)                  | 0.0                                       | 0.0                                       | 0.2                                       | 0.2                                       | 0.5                                       | 0.8                                       | 0.6                                       | 0.4                                       | 0.3                                       | 0.1                                       | 0.1                                       | 0.0                                       | 3.2                                       |
| Horas de sol                                      | 294.5                                     | 259.9                                     | 263.5                                     | 201.0                                     | 198.4                                     | 192.0                                     | 217.0                                     | 220.1                                     | 237.0                                     | 269.7                                     | 276.0                                     | 291.4                                     | 2920.5                                    |
| Humedad relativa (%)                              | 60                                        | 61                                        | 63                                        | 66                                        | 67                                        | 66                                        | 65                                        | 65                                        | 63                                        | 61                                        | 60                                        | 59                                        | 63                                        |
| Fuente n.º 1: Dirección Meteorológica de Chile    |                                           |                                           |                                           |                                           |                                           |                                           |                                           |                                           |                                           |                                           |                                           |                                           |                                           |
| Fuente n.º 2: Universidad de Chile (horas de sol) |                                           |                                           |                                           |                                           |                                           |                                           |                                           |                                           |                                           |                                           |                                           |                                           |                                           |

#### Precipitaciones
Las precipitaciones, como en todo el desierto de Atacama, son muy escasas. Estas se producen casi exclusivamente en la época invernal. Se destaca recientemente el año 1997 en el cual cayeron en la zona más de 120 mm, y el año 2005, en que fuertes nevazones cubrieron la ciudad, fenómeno del cual se tenía registro solamente en los años 1903, 1948, 1973, y 1995. En 2011 cayeron 42.6 mm y gracias a esto los copiapinos pudieron ver por algunos días al río Copiapó renacer después de 14 años de sequía

##### Temporales de 1997
- Primer temporal: las lluvias de Copiapó de 1997 fueron un fenómeno que dejó precipitaciones en la Región de Antofagasta y Región de Atacama entre los días 4 y 20 de abril de 1997. Las precipitaciones inundaron Antofagasta, Chañaral y Copiapó con cerca de 50 milímetro de agua e hicieron crecidas en los pocos ríos de la zona. Las pérdidas materiales se presentaron en el corte de carreteras en la Región de Atacama, la inundación de calles y casas, en la Universidad de Atacama se perdió un laboratorio computacional completo además de pérdidas de archivos. En la ciudad de Copiapó, capital de Atacama, se perdieron 10 vidas cuando una patrulla militar volcó en las correntosas aguas del río Copiapó el camión en el que rescataban a personas aisladas. El hecho fue nombrado como temporal debido a que el norte de Chile no está preparado para lluvias de gran intensidad. 
 El comportamiento de las precipitaciones durante 1997 presentó registros anormalmente altos en comparación a valores medios de muchas localidades en la zona centro norte del país.
- Segundo temporal: en la ciudad de Santiago se registró ese año un aumento de la acumulación de precipitación anual que bordeaba el 127 % de superávit llegando a registrar el año 1997 un total de agua caída de 709.3 mm. en la estación meteorológica de Quinta Normal, siendo lo normal anual sin el fenómeno de 312.5 mm. y cuando se registra El Niño, lo normal es que los niveles de precipitación solo aumenten en torno al 45 %.

El primero de estos frentes de mal tiempo que comenzó entre los días 11 y 13 de junio de 1997, para regresar entre los días 17 y 21 de junio de 1997, originó que el Gobierno de Chile decretara estado de catástrofe entre las regiones Atacama y de la Araucanía, debido a las graves consecuencias que había generado. Tras el segundo frente del mes de agosto, el país completo estaba paralizado y seriamente dañado, por lo que el segundo temporal incremento aún más los daños.

##### Temporal de 2015
Un inusual temporal provocó precipitaciones en toda la región, lloviendo más de 80mm en el valle de Copiapó desde las 23:00 horas del 24 de marzo hasta el amanecer, con la consecuente crecida del río Copiapó, que creció y se desbordó llegando hasta las calles céntricas de la capital regional, personas aisladas por cortes de rutas, cortes de agua y energía eléctrica.
Según el Ministerio de Educación, las clases fueron suspendidas los días 24 y 25 de marzo en todas las escuelas, salas cunas y jardines infantiles de toda la región. El 25 de marzo se decidió suspender las clases por todo el resto de la semana. La presidenta Michelle Bachelet viajó a la ciudad y otras zonas afectadas por las inundaciones el 25 de marzo.
Se declaró primeramente zona de catástrofe y el 25 de marzo estado de excepción constitucional en toda la región de Atacama, por lo que las Fuerzas Armadas toman el control de la zona.
En la ciudad de Copiapó el Hospital Regional San José del Carmen sufrió inundaciones en el primer piso. La red de fibra óptica que conecta con el norte de Chile sufrió daños y las comunicaciones se vieron afectadas, siendo recuperadas durante el transcurso del día 25. A raíz de esto último las aerolíneas debieron suspender numerosos vuelos entre las ciudades del norte del país.
Es uno de los peores temporales registrados en la historia de Copiapó, la Región de Atacama y Chile.

##### Temporal de 2017
El año 2017 se registró el último temporal en la zona, donde se contabilizaron cerca de 30 mm de agua caída en la ciudad en poco menos de 12 horas, lo que provocó inundaciones de calles y avenidas, así también el desborde del río Copiapó en varios puntos.

### Hidrología
La comuna se halla entre las cuencas hidrográficas de Costeras e Islas entre el río Salado y el río Copiapó, Costeras entre el río Copiapó y Quebrada Totoral, Endorreicas entre Frontera y Vertiente del Pacífico, Quebrada Carrizal y Costeras hasta río Huasco, Quebrada Totoral y Costeras hasta Quebrada Carrizal, río Copiapó y Río Salado. Además, la comuna posee diversos cuerpos de agua, entre los que se destacan la laguna Santa Rosa, Laguna Verde y salar de Maricunga, río Lajitas; el río Copiapó, río Lomas y río Quebrada Ciénaga.

## Medio ambiente

Trazado simplificado de los ecosistemas y cuerpos de agua presentes en la comuna de Copiapó.

### Componentes bióticos
Dentro del territorio de la comuna se pueden hallar los siguientes ecosistemas:
- Herbazal tropical-mediterráneo andino donde predomina Chaetanthera sphaeroidalis (Vulnerable)
- Matorral bajo desértico tropical-mediterráneo andino donde predomina Atriplex imbricata (Vulnerable)
- Matorral bajo tropical andino donde predominan Fabiana bryoides y Parastrephia quadrangularis (Vulnerable)
- Matorral bajo tropical-mediterráneo andino donde predominan Adesmia hystrix y Ephedra breana (Preocupación menor)
- Matorral bajo tropical-mediterráneo andino donde predominan Adesmia subterranea y Adesmia echinus (Vulnerable)
- Matorral desértico mediterráneo costero donde predominan Heliotropium floridum y Atriplex clivicola (Preocupación menor)
- Matorral desértico mediterráneo costero donde predominan Oxalis virgosa y Eulychnia breviflora (Preocupación menor)
- Matorral desértico mediterráneo interior donde predominan Adesmia argentea y Bulnesia chilensis (Preocupación menor)
- Matorral desértico mediterráneo interior donde predominan Skytanthus acutus y Atriplex deserticola (Preocupación menor)
- Zonas geográficas hinóspitas sin vegetación (Sin información)

### Medidas de protección ambiental y conflictos socioambientales
Hasta 2022, la comuna de Copiapó cuenta con las siguientes zonas que cuentan con algún nivel de protección ambiental:
- Bahía Salada (Sitios ERB)[43]
- Complejo Lacustre Laguna del Negro Francisco y Laguna Santa Rosa (Sitio Ramsar)[44]
- Corredor Biológico Pantanillo (Sitios ERB)[45]
- Desierto Florido (Bien Nacional Protegido)[46]
- Llanos de Challe (Sitios ERB)[47]
- Monte Amargo (Sitios ERB)[48]
- Nevado Tres Cruces (Sitios ERB)[49]
- Parque Nacional Nevado Tres Cruces (Parque Nacional)
- Piedra Colgada (Sitios ERB)[50]
- Quebrada del Morel (Sitios ERB)[51]
- Quebrada San Andrés (Sitios ERB)[52]
- río Copiapó (Sitios ERB)[53]
- Santuario de la Naturaleza Humedal costero de Totoral (Santuario de la Naturaleza)[54]
- Zona Desierto Florido (Sitios Ley 19.300)[55]

#### Contaminación
Por su calidad de ciudad minera, existen no solo en la comuna, sino que dentro del propio radio urbano de la ciudad, importantes problemas de contaminación atmosférica, hídrica y del suelo, derivados principalmente del depósito y levantamiento de material particulado de los tranques de relaves mineros activos y abandonados (por ejemplo, Planta Ojancos, en la ribera sur del Río Copiapó, en el centro de la ciudad; Victoria, Papapietro, Porvenir, San Juan y Castellón, en el sector de Viñita Azul), y de la (Fundición Hernán Videla Lira), en la localidad de Paipote. El año 2010, el Servicio Nacional de Geología y Minería -SERNAGEOMIN- detectó treinta y siete depósitos de relave inactivos en la comuna de Copiapó.

También se ha detectado contaminación de cauces y caudales de ríos por relaves mineros y cianuración de napas por procesos mineros.

## Demografía

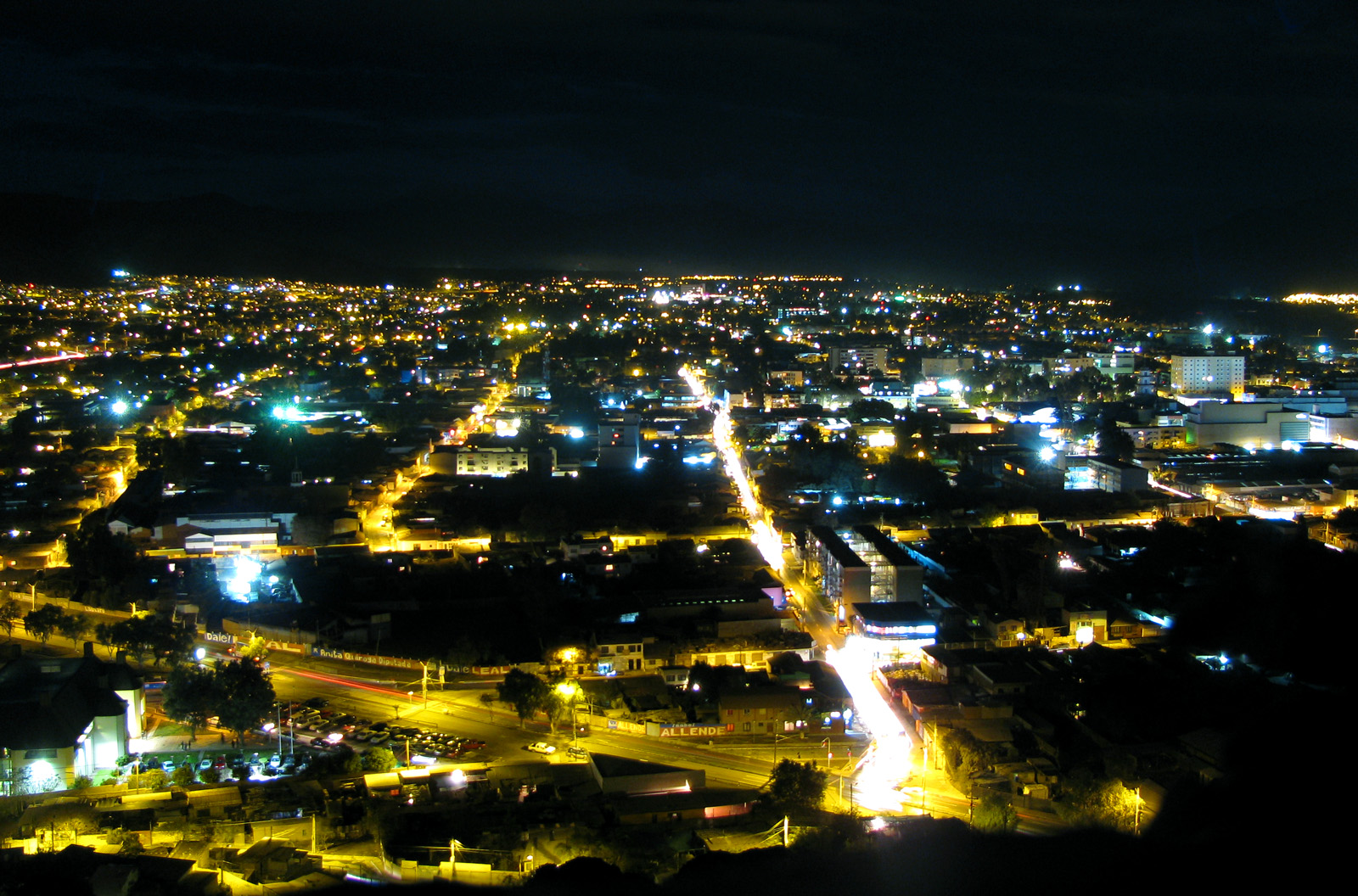
Vista nocturna de Copiapó desde el cerro La Cruz.

El nuevo desarrollo urbano de Copiapó se produce en 1930 cuando comienza a aumentar considerablemente su población, superando en el censo de 1960 los 31 000 habitantes. La economía se reactivó en la ciudad y tomó el rumbo. De ahí su crecimiento es sostenido llegando en 1970 a los 40 000 y en 1982 a los 68 000 habitantes. El Copiapó del siglo XXI, con una población estimada que se acerca a los 200 000 habitantes, se plantea como un polo de desarrollo que espera un aumento sostenido de su población. No es extraño, que Paipote y Copiapó ya forman una sola entidad urbana.
De acuerdo con el censo de 2002, la población urbana representa el 97,6 % y la rural el 2,4 %.
| Datos y censos de Copiapó (1700-2012) | Datos y censos de Copiapó (1700-2012) | Datos y censos de Copiapó (1700-2012) |
| Año                                   | Población                             | Fuente                                |
| ------------------------------------- | ------------------------------------- | ------------------------------------- |
| 1700                                  | 971                                   | Obispo Francisco de la Puebla         |
| 1744                                  | 1 745                                 | Empadronamiento Copiapó               |
| 1766                                  | 2 960                                 | Obispo Manuel de Alday                |
| 1778                                  | 3 595                                 | Padrón de Copiapó                     |
| 1813                                  | 8 715                                 | Censo                                 |
| 1835                                  | 11 343                                | José Rodríguez                        |
| 1865                                  | 13 381                                | Censo                                 |
| 1895                                  | 9 301                                 | Censo                                 |
| 1907                                  | 10 285                                | Censo                                 |
| 1952                                  | 19 535                                | Censo                                 |
| 1960                                  | 31 000                                | Censo                                 |
| 1970                                  | 42 500                                | Censo                                 |
| 1982                                  | 68 900                                | Censo                                 |
| 1992                                  | 100 907                               | Censo                                 |
| 2002                                  | 124 979                               | Censo                                 |
| 2012                                  | 158 261                               | Censo                                 |
| 2023                                  | 175 240                               | INE                                   |

### Etnias e inmigración
Durante la colonia, la población de Copiapó se fue nutriendo de un pequeño número de españoles. Los indígenas fueron alejados del área urbana, siendo reubicados en el "Pueblo de Indios", actual "Pueblo de San Fernando".
Esa característica se mantuvo hasta bien adentrado el siglo XIX, cuando se incrementa la inmigración tanto de connacionales como de extranjeros. Así, de las colonias extranjeras residentes en Copiapó, las más influyentes han sido la italiana y la libanesa, las que han formado clubes y colegios, y han destacado principalmente en el comercio, la industria y la política.
El incremento de las actividades mineras y agrícolas en la Región de Atacama en el siglo XXI, con el consecuente aumento en la demanda de trabajo, ha sido un factor relevante para explicar el incremento sostenido de la inmigración en Copiapó. En este sentido, los países de procedencia de los actuales inmigrantes son, principalmente, Perú, Colombia, Bolivia y Venezuela. De hecho, solo entre los años 2011 y 2013 llegaron más de 5000 inmigrantes a la Región de Atacama, el grueso de ellos a la capital regional.
De acuerdo con el censo de 2002, cerca del 3 % de los copiapinos pertenece a alguno de los ocho principales grupos étnicos señalados en la legislación vigente, siendo los más importantes los atacameños, los mapuches y los collas.

### Religión
De acuerdo con el censo de 2002, aproximadamente el 75 % de los habitantes de la región de Atacama mayores de 15 años declaró ser católico, y más del 10 % declaró ser protestante o evangélico. Otras denominaciones religiosas que tienen importancia son la Iglesia de Jesucristo de los Santos de los Últimos Días (≈1.3 %) y los Testigos de Jehová (≈1.3 %). Cerca de un 4 % declaró profesar otra religión o credo (entre los que se incluyen pequeñas comunidades de judíos, musulmanes y ortodoxos), y aproximadamente un 7 % se consideró ateo o agnóstico.

## Política

### Administración

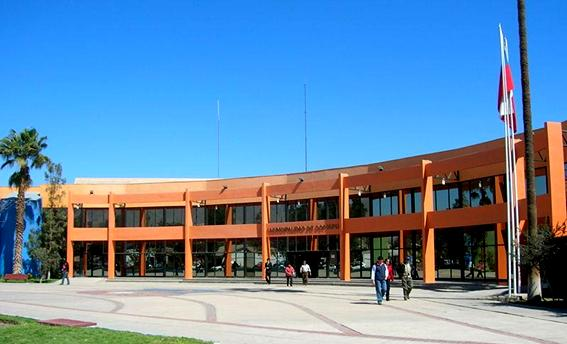
Edificio de la Ilustre Municipalidad de Copiapó.

La Ilustre Municipalidad de Copiapó, corporación autónoma de derecho público, con personalidad jurídica y patrimonio propio ubicada en la calle Los Concejales s/n, cuya máxima autoridad para el periodo 2024-2028 es su alcalde Maglio Cicardini Neyra (Independiente), el cual se encuentra asesorado por el Concejo Municipal, integrado por los siguientes concejales:
- Patricia Hurtado Loyola (REP)
- Juan Rico Fuentes (Ind./PP)
- Pedro Bedoya Barrios (Ind./UDI)
- Deysi López Cifuentes (PSC)
- Carolina de la Carrera Pradenas (RN)
- Rodrigo Rojas Tapia (Ind./PR)
- Nilda González González (PS)
- Kenssel Rojas Castro (PCCh)

## Centro cívico de Copiapó
Está ubicado al costado de la Plaza de Armas por calle Los Carrera y comprende una cuadra entre las intersecciones de Colipí, Rodríguez y Chacabuco, en la cual están emplazadas los edificios de servicios públicos de la Región de Atacama, Sernatur, el Museo Mineralógico, la Biblioteca Regional, el salón José Joaquín Vallejos, Correos de Chile, una feria artesanal ubicada en la calle Colipí y los departamentos habitacionales de los empleados públicos, de los cuales los más importantes son los siguientes edificios:
- Pedro León Gallo Goyenechea: Sede de la Intendencia Regional donde radica la administración superior de la Región de Atacama, bajo la administración del intendente. Adicionalmente, se encuentra el Gobierno Regional.

- Lautaro: Se concentran las oficinas de la Tesorería General de la República, la gobernación provincial de Copiapó en el primer piso, el Servicio de Salud de Atacama en el segundo piso y el Ministerio de Vivienda a través del Serviu Atacama en el tercer piso.

- Copayapu: se encuentra en el primer piso el Instituto Nacional de Estadísticas (INE), en el segundo piso la Secretaría Regional Ministerial de Transportes y Telecomunicaciones, Servicio Agrícola y Ganadero, y en el tercer piso la Secretaría Regional Ministerial de Minería y la Secretaría Regional Ministerial de Agricultura.

## Economía
Copiapó tiene una economía diversificada y potencial, pero el sector minero es la principal actividad económica. La cuenca del Copiapó tiene una gran cantidad de cobre, extraído por grandes y pequeñas empresas (como la minera Candelaria, que extrae cobre cerca del sector de Tierra Amarilla, una comuna vecina). La explotación minera de pequeña escala representa más del 30 % de la producción.
El cobre obtenido por los pirquineros (mineros) se destina a la fundición de cobre en Paipote.
La agricultura es la segunda fuente de ingresos en esta área. Consiste básicamente en la producción de uva, aceitunas, tomates, paltas y otras frutas cítricas de exportación. En el ámbito industrial destacan las centrales termoeléctricas y todo lo referente a la energía eléctrica.
En 2018, la cantidad de empresas registradas en Copiapó fue de 3.419. El Índice de Complejidad Económica (ECI) en el mismo año fue de 1,23, mientras que las actividades económicas con mayor índice de Ventaja Comparativa Revelada (RCA) fueron Servicios en Cementerios (123,19), Extracción de Oro y Plata (62,35) y Extracción de Minerales de Hierro (43,72).

### Comercio
La comuna se caracteriza por la presencia de un nutrido comercio, en la zona centro de la ciudad, con numerosos negocios locales, así como también por la presencia de sucursales de las casas comerciales más importantes del país como Falabella, La Polar, Ripley, Corona, Tricot, Johnson, Abcdin, Hites, y París. También cuenta con grandes cadenas de supermercados, como Jumbo (2), Líder (2), Unimarc (6), Tottus (2) y Santa Isabel (1), además de Easy (1) y Homecenter Sodimac (2). El primer centro comercial construido en Copiapó fue el Mall Plaza Real, ubicado frente a la Plaza de Armas e inaugurado el 6 de junio de 1994.
Se inauguró en la ciudad un casino de juegos, que además posee un hotel 5 estrellas, 2 salas de cine, varios restaurantes y discotecas y spa, a cargo del consorcio internacional Egasa.
En la actualidad Copiapó cuenta con un nuevo centro comercial: Mall Plaza Copiapó, ubicado a un costado del Rio Copiapó, El mall cuenta con tiendas como Falabella, Ripley, Supermercado Tottus, un Centro Automotriz Autoplaza, una Biblioteca VIVA, un gimnasio Energy, un cine de la cadena Cineplanet con 6 salas y un local de entretencion Happyland. También tiene 11 locales de comida rápida, entre ellos: Fritz, Doggis, Juan Maestro, Pizza Hut, Kentucky Fried Chicken Pedro, Juan y Diego, Pollo Stop, Buffalo Beef, Telepizza, Buffet Express, las heladerías Savory, Yogen Fruz y la juguería Boost. Cuenta con cafeterías como Café Atacama, Café Le Coin, y Bonafide Café. Además de 120 tiendas especializadas entre ellas: Audiomúsica, Gacel, Guante, Hush Puppies Kids, Ellus, Levi's, CAT, Rockford, Maicao, The Republic of beauty, Ficcus, Limonada, Fashion's Park, Colloky, Intersalón, Make Up, entre muchas otras. Además posee un área de servicios con locales como Farmacias Salcobrand, Lápiz López, Chilexpress, Movistar, Farmasalud, Entel, Banco de Chile, Banco Ripley y Banco Falabella.

### Energía
Una de las controversias más recientes en la comuna de Copiapó, fue el proyecto que pretendía construir la central termoeléctrica Castilla en el sector de Punta Cachos, distante a unos 80 km al suroeste de la ciudad.
Dicho proyecto, ligado a MPX Chile, contemplaba la construcción de un puerto, cuatro unidades de generación a carbón y otras dos a diésel, con una potencia estimada en 2350 MW, y una inversión superior a US$ 4.400 millones. Tras una serie de problemas legales y el rechazo de importantes sectores sociales, el proyecto no prosperó.

## Relaciones internacionales
La ciudad de Copiapó es sede de una serie de instituciones de relaciones internacionales, tales como la Unidad Regional de Asuntos Internacionales (URAI) del Gobierno Regional de Atacama, encargada del análisis y gestión de las relaciones bilaterales y multilaterales de la región con América Latina y el resto del mundo, la oficina regional del Servicio Nacional de Migraciones, la oficina regional de la Dirección General de Promoción de Exportaciones (ProChile), y el Departamento de Migraciones y Policía Internacional de la Policía de Investigaciones, y la Oficina del Migrante de la Municipalidad de Copiapó.
En materia de internacionalización en educación superior, el principal actor dentro de Copiapó es la Unidad de Internacionalización de la Universidad de Atacama.

### Consulados
| - Italia (Viceconsulado Honorario) - Líbano (Consulado Honorario) | - Rumania (Consulado Honorario) |

## Guarnición
| Rama              | Unidad militar                            |
| ----------------- | ----------------------------------------- |
| Ejército de Chile | Regimiento de Infantería n.º 23 "Copiapó" |

## Servicios

### Salud

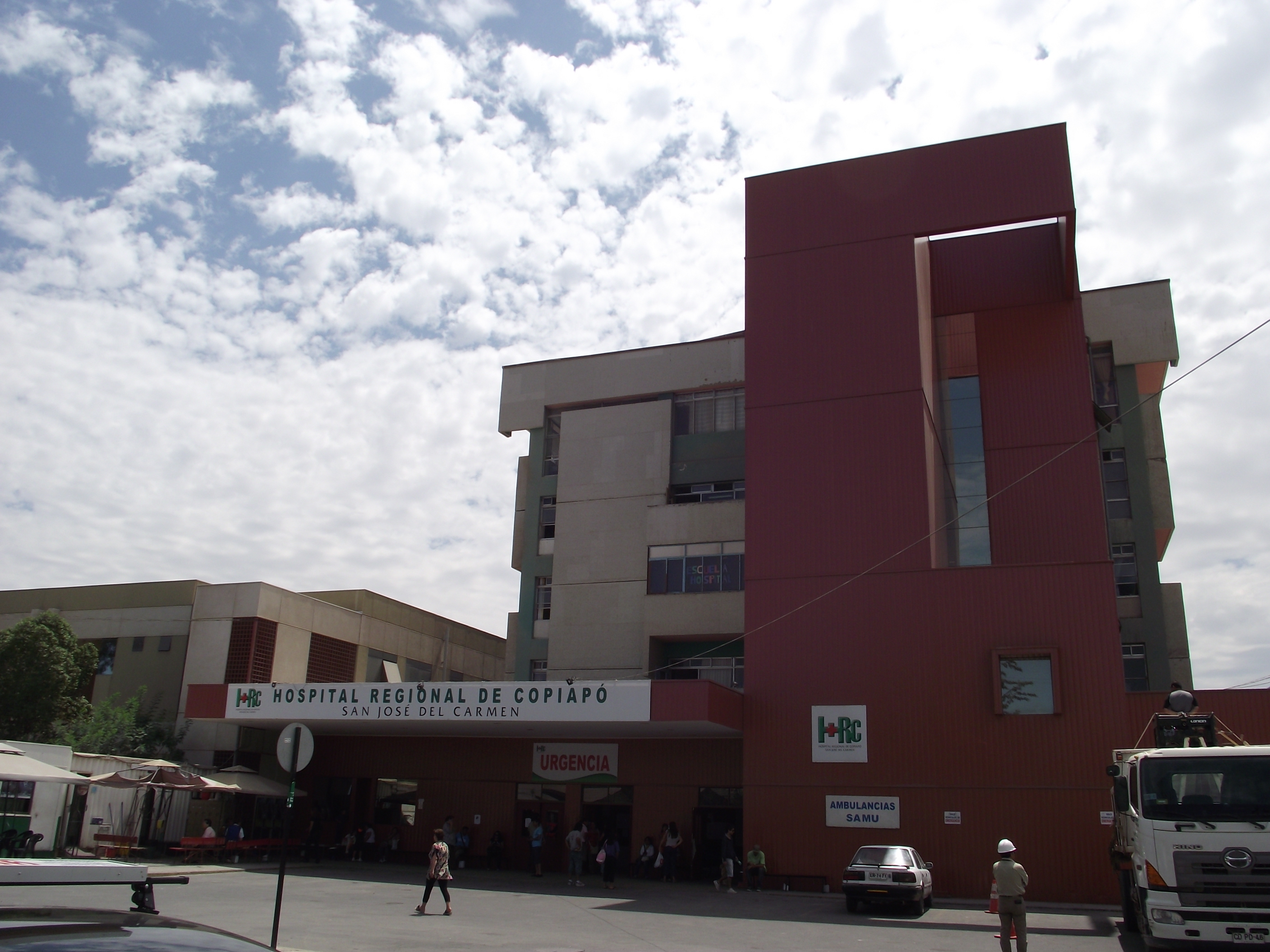
Hospital Regional San José del Carmen.

La ciudad cuenta con varios establecimientos de la salud siendo el más importante el Hospital Regional San José del Carmen, que es el único que tiene especialidades de mayor complejidad en la ciudad y en la región. también cuenta con clínicas privadas de menor envergadura y consultorios repartidos en varios sectores de la ciudad para una mejor atención a la comunidad con una infraestructura acorde a las necesidades de la gente. Adicionalmente, la Municipalidad administra un laboratorio clínico y un hospital veterinario públicos.
En la actualidad está en etapa de proyecto la demolición de la antigua torre del hospital regional que dará paso a una torre más moderna, así concluyendo con la segunda y última etapa de construcción de este establecimiento de asistencia pública.

### Educación escolar
De acuerdo con el Ministerio de Educación de Chile Copiapó contaba el año 2007 con un volumen de matrícula que superaba los 35 mil alumnos, el cual se desglosa del siguiente modo: Educación Prebásica o Parvularia 3.780 alumnos; Educación Especial 1.009; Educación Básica 20.794; Educación Media 10.291 (5.185 Científico-Humanista, y 5.106 Técnico-Profesional).
La comuna de Copiapó ofrece una oferta educacional compuesta por 64 establecimientos que ofrecen educación parvularia, básica y media, de los cuales 61 son urbano y 3 son rurales. La Dirección de Administración de Educación Municipal (DAEM) de la comuna administra los 32 establecimientos educacionales municipales que aseguran educación gratuita a la población. Cuenta además con 23 establecimientos particulares con subvención del Estado, y 9 Particulares No Subvencionados.

### Educación superior

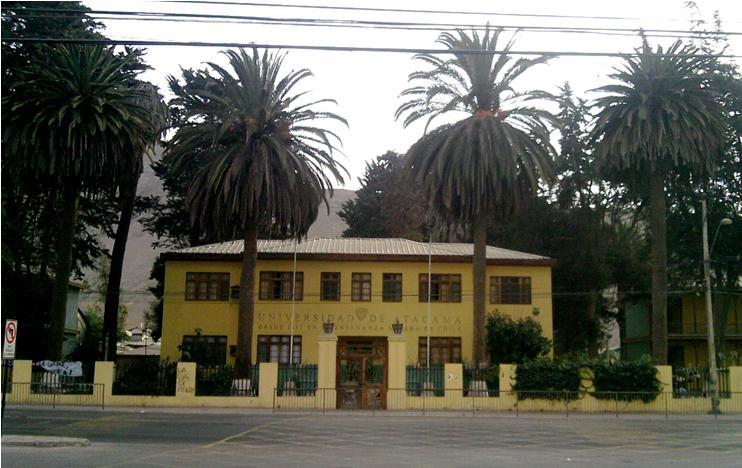
Casa central de la Universidad de Atacama.

Ciudad con tradición universitaria desde 1857 con la creación de la Escuela de Minas de Copiapó, la cual se fundó por iniciativa de la Junta de Minería con el nombre de Colegio de Minería.
En 1952, con la fusión de la Escuela de Minas y la Escuela Normal de Copiapó, nació la Universidad Técnica del Estado, Sede Copiapó. El 26 de octubre de 1981, el general Augusto Pinochet firmó el DFL n.º 37, que creó la corporación de derecho público y patrimonio propio denominada Universidad de Atacama, única institución de educación superior de tipo tradicional en la región, por cuanto pertenece al Consejo de Rectores.
Solo en la primera década de este siglo aparecieron las primeras universidades privadas en la ciudad.
Universidades
- Universidad de Atacama

Institutos Profesionales
- Instituto Profesional Santo Tomás
- Instituto Profesional Inacap
- Instituto Profesional Iplacex

Centros de Formación Técnica
- Centro de Formación Técnica Benjamín Teplizky
- Centro de Formación Técnica Santo Tomás
- Centro de Formación Técnica Inacap
- Centro de Formación Técnica Cepa

## Deportes

### Fútbol

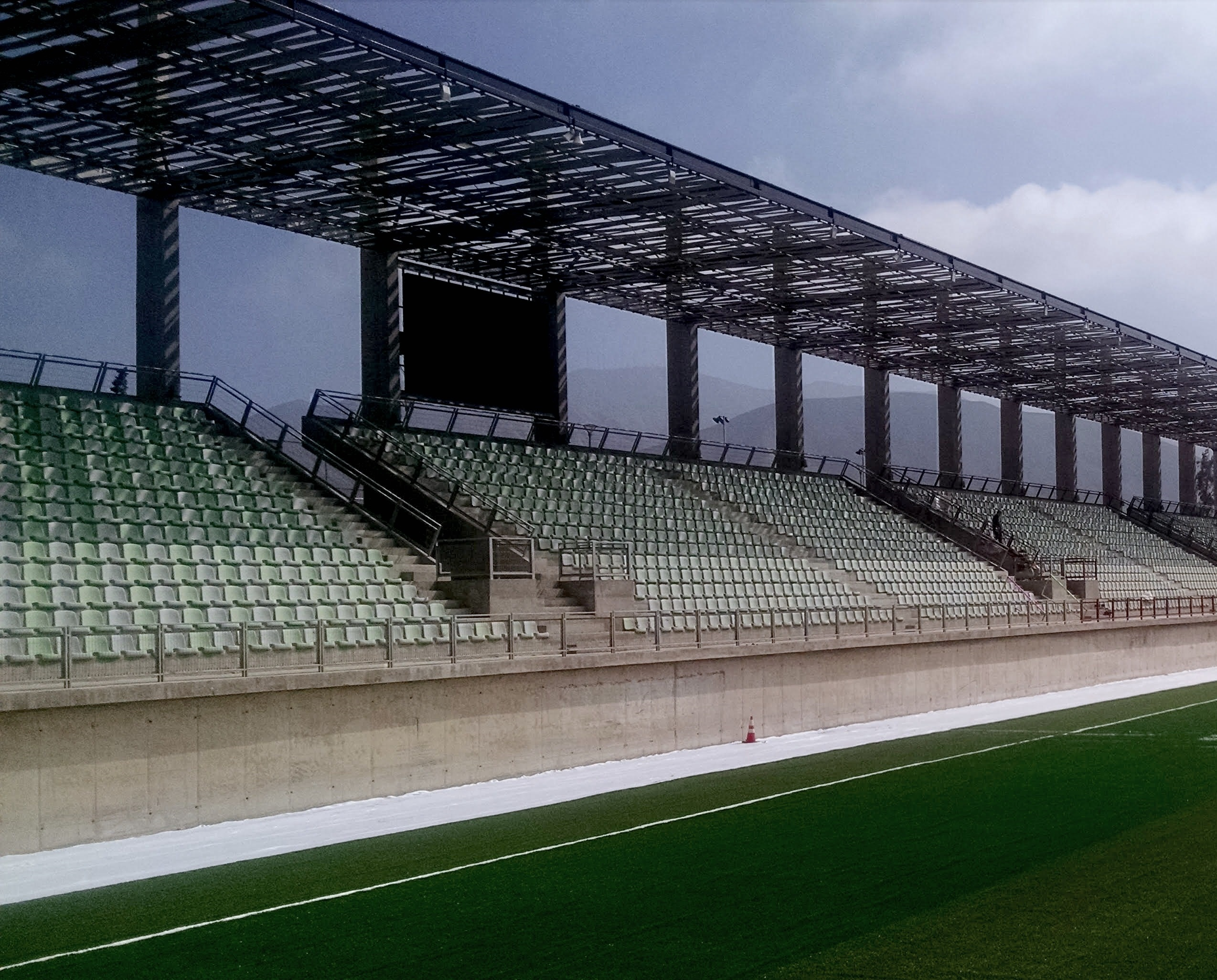
Estadio Luis Valenzuela Hermosilla

Esta ciudad cuenta con un equipo de fútbol llamado Deportes Copiapó que juega en la Segunda División de la liga chilena de fútbol. Este equipo juega de local en el Estadio Luis Valenzuela Hermosilla, reinaugurado en noviembre de 2011. Entre los principales logros del equipo destacan ser campeón de la Tercera División en 2002 y ser el primer equipo del fútbol chileno en convertirse en sociedad anónima en 1999. Aparte, CEFF Copiapó jugó en la Tercera División B de Chile durante la temporada 2019, CEFF Copiapó cuenta con un título de Zona Norte Tercera División B 2018 torneo de carácter amistoso pero reconocido por Asociación Nacional de Fútbol Amateur de Chile.
El Club Deportes Copiapó además es el club continuador de Regional Atacama, club fundado en 1979 y desaparecido en 1998, tras declararse en quiebra. Participó durante seis temporadas en la Primera División de Chile.
En 2009 se inició la remodelación del Estadio Luis Valenzuela Hermosilla, consistente en el cambio de orientación de la cancha, la eliminación de la pista atlética, el semi-enterramiento de la cancha, para permitir una mejor visualización, y el cambio en el número de tribunas. El nuevo recinto fue inaugurado el 12 de noviembre de 2011.

### Raid Atacama

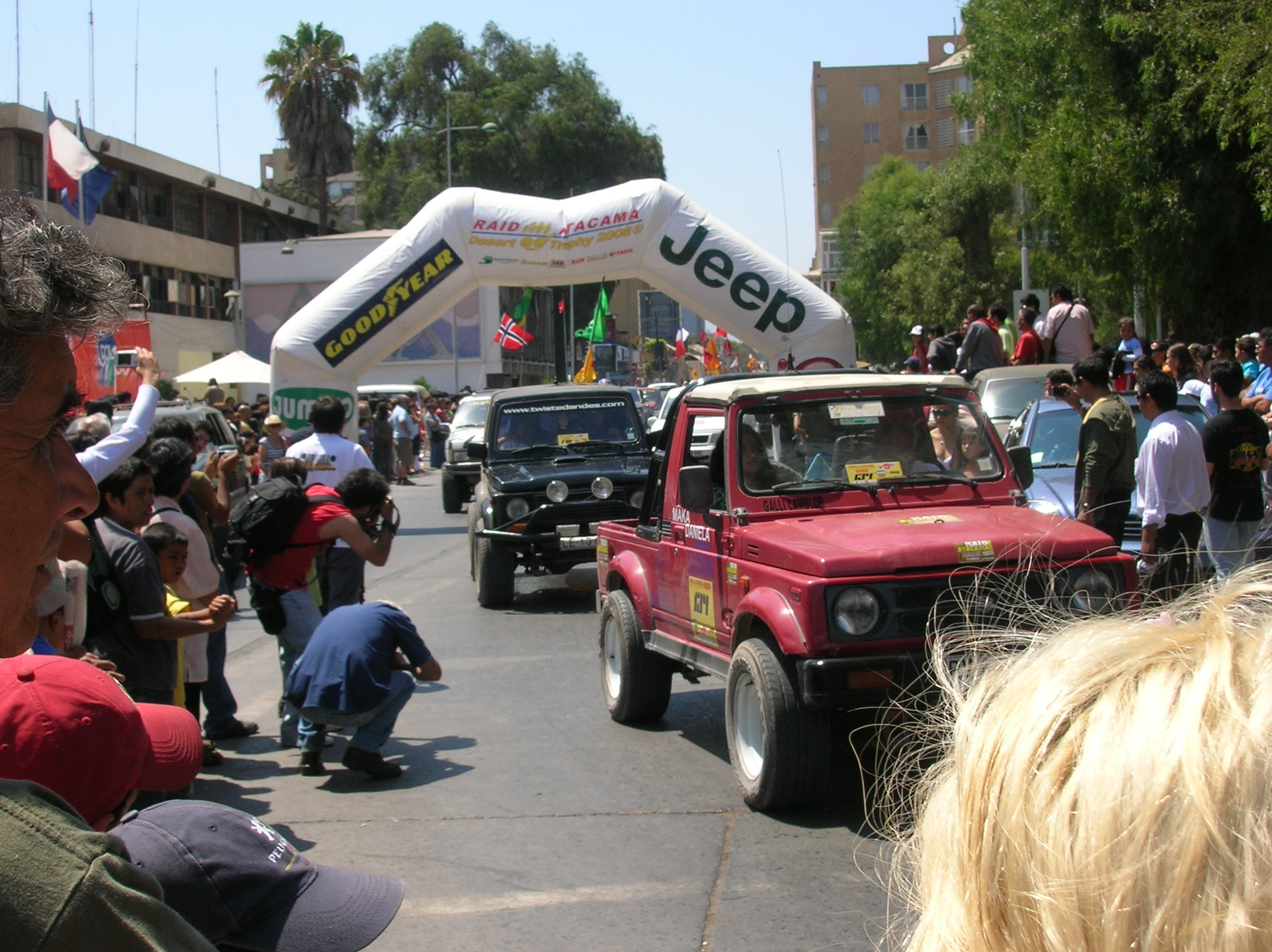
Raid Atacama en el punto de partida en Copiapó

Es el evento que concita el mayor número de vehículos todo terreno del mundo, que se realiza en la provincia de Copiapó desde hace 21 años. Este megaevento ha proyectado a Copiapó como uno de los principales destinos del turismo aventura del país.
El esfuerzo y espíritu con que es realizado le han hecho merecedor del Premio Nacional de Turismo. Durante más de 21 años, el Raid de Atacama ha sido el pilar fundamental del desarrollo de las actividades off road a lo largo de Chile, siendo el ejemplo que han seguido muchos clubes e inclusive varias empresas que han hecho de este tipo de actividades su especialidad.
En los últimos siete años, la convocatoria se ha mantenido constante, llevando en promedio por evento alrededor de 500 vehículos todo terreno y más de 1800 participantes, provenientes de todas las regiones del país y del extranjero.

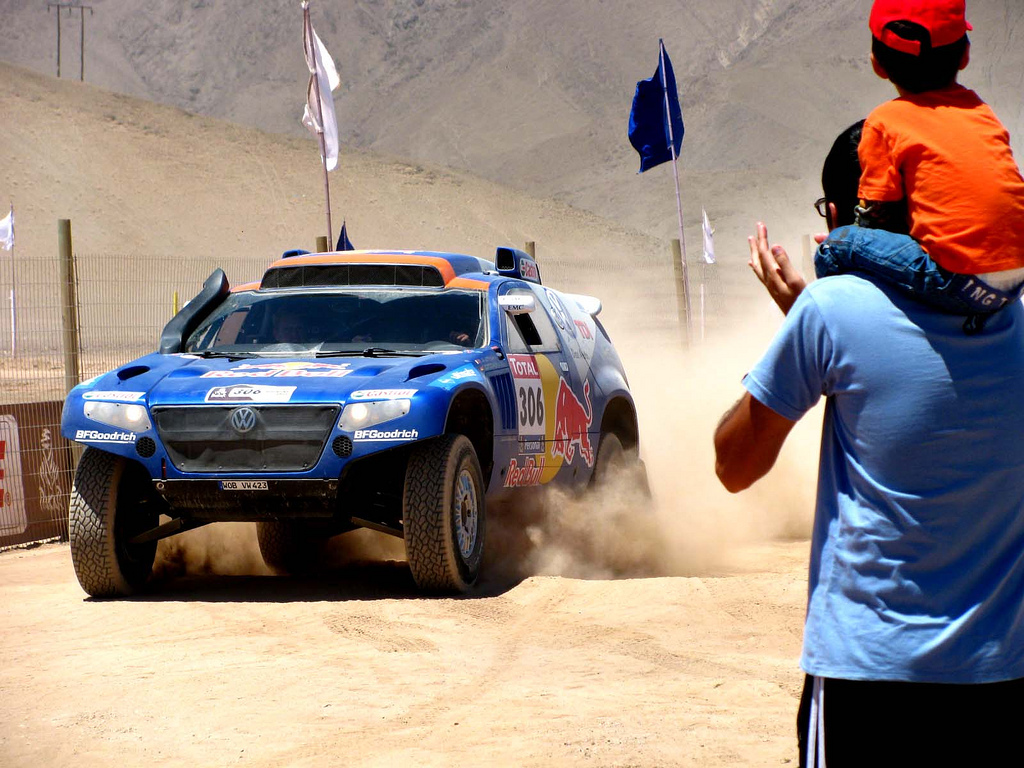
Un auto compitiendo en el Rally Dakar 2010, cerca de Copiapó.

En 1997 alcanzó el mayor número de participantes a la fecha, logrando reunir 613 vehículos, lo que permitió solicitar su inscripción como récord mundial, no existiendo hasta la fecha otro evento de su magnitud. Otro de los logros alcanzados es el de ostentar, sin competencia, el récord de ser el evento off road internacional (amateur) con mayor permanencia en el tiempo. En la actualidad se realizó la XXVI versión del Raid Atacama Desert-Trophy a fines de enero de 2008.

### Otros deportes
La actividad deportiva en la ciudad es variada, destacando las competencias de baloncesto, voleibol, natación, atletismo y artes marciales, como parte de los encuentros deportivos de la Región de Atacama y de las provincias argentinas de Catamarca y La Rioja, paintball en el sector de Piedra Colgada, sandboard en el sector de Cerro Imán y golf en el sector de Chamonate.
En agosto se realiza el rodeo de la minería, como también se ha destacado recientemente Jaime Prohens por competir en el rally a nivel nacional e internacional en Rally Dakar, realizado en Argentina y Chile en 2009, 2010, 2011, y 2012.

## Medios de comunicación

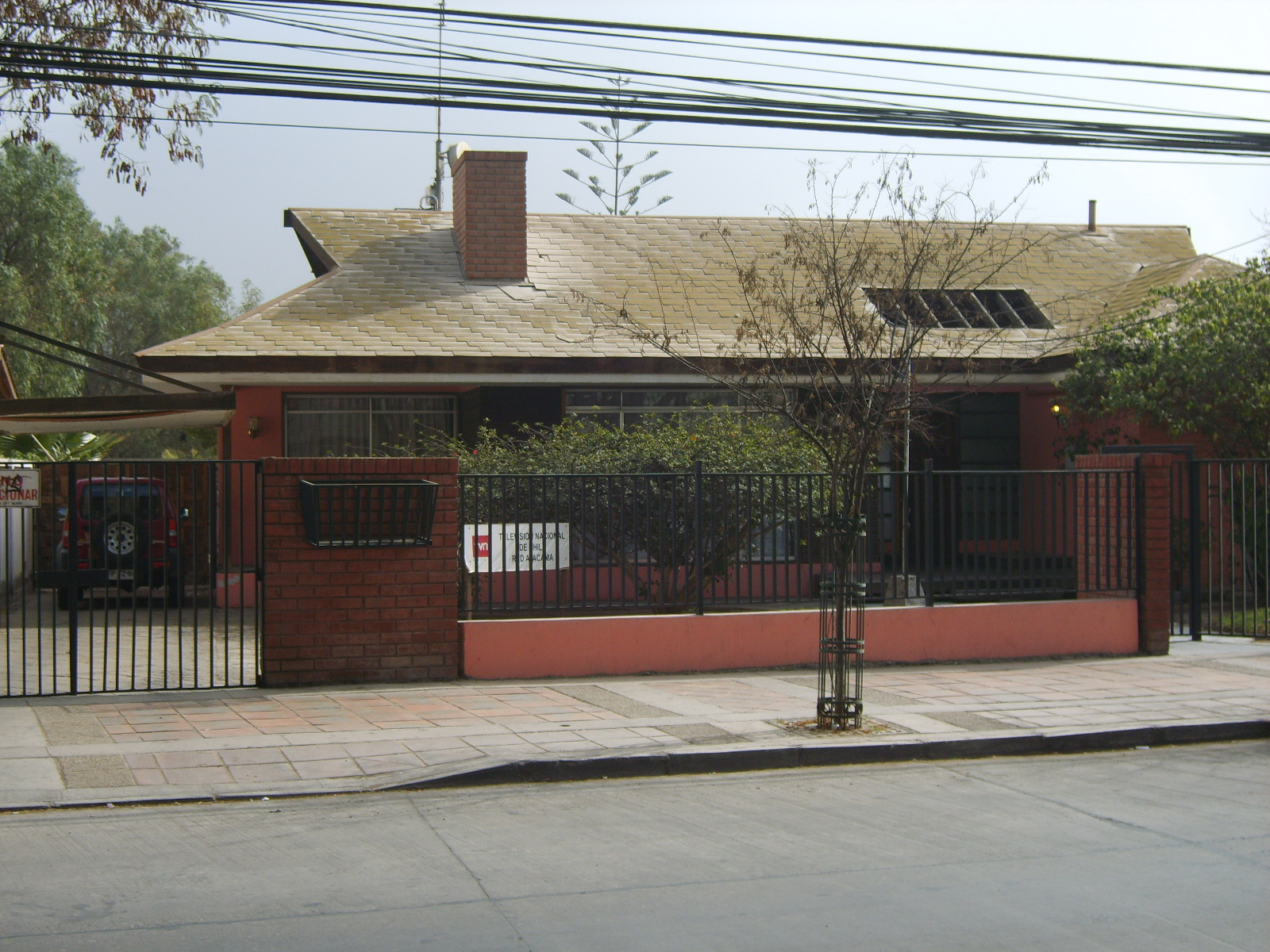
Estudios de TVN Red Atacama en Copiapó.

### Prensa escrita
Se editan los diarios Chañarcillo y Atacama, ambos de cobertura regional y que son editados de lunes a domingo.
El primer medio escrito publicado en Copiapó fue El Copiapino, fundado por José Joaquín Vallejo en 1845 y publicado hasta 1879. Posteriormente le siguieron medios de larga trayectoria como El Constituyente, El Amigo del País y El Atacameño.

### Televisión
En la ciudad están ubicadas las antenas de todos los canales de cobertura nacional a excepción de TV+ :
TDT
- 2.1 - Chilevisión HD
- 2.2 - UChile TV
- 5.1 - Telecanal HD
- 7.1 - TVN HD
- 7.2 - NTV
- 9.1 - Mega HD
- 9.2 - Mega 2
- 11.1 - Canal 13 HD
- 11.2 - T13 En Vivo
- 13.1 - La Red HD (Sin Señal)
- 22.1 - Atacama Noticias HD
- 25.1 - Holvoet HD
- 36.1 - Madero TV

### Radioemisoras
FM
- 88.1 MHz - Nostálgica FM
- 88.7 MHz - Radio M80
- 89.3 MHz - Radio Pudahuel
- 89.9 MHz - Positiva FM
- 90.3 MHz - Radio Armonía
- 90.9 MHz - Radio Maray
- 91.5 MHz - Radio Santuario
- 92.1 MHz - Radioactiva
- 92.7 MHz - Radio Gennesis
- 93.3 MHz - Radio Cooperativa
- 94.1 MHz - Madero FM
- 94.7 MHz - Corazón FM
- 95.3 MHz - Radio Antara
- 96.5 MHz - Universidad de Atacama
- 96.9 MHz - Radio Nuevo Mundo
- 97.3 MHz - Radio Bío-Bío
- 97.7 MHz - Inicia Radio
- 98.1 MHz - Radio Atacama
- 98.5 MHz - Radio Kristina
- 98.9 MHz - Radio Imagina
- 99.5 MHz - Romántica FM
- 99.9 MHz - Plus FM
- 100.3 MHz - Radio Nuevo Tiempo Chile
- 100.9 MHz - Radio Festiva
- 101.3 MHz - Radio Agricultura
- 101.7 MHz - ADN Radio Chile
- 102.1 MHz - Radio Carolina
- 102.5 MHz - Radio Concierto
- 103.1 MHz - FM Okey
- 103.7 MHz - El Conquistador FM
- 104.5 MHz - Bahía Radio
- 104.9 MHz - Radio Futuro
- 105.3 MHz - Radio María Chile
- 105.7 MHz - FM Dos
- 106.3 MHz - FM Plus
- 106.7 MHz - FM Candelaria
- 107.1 MHz - Radio Pedro León Gallo
- 107.5 MHz - Radio Mensajera (Paipote)
- 107.7 MHz - Radio Mi Compañía (Minera Candelaria, Tierra Amarilla y Paipote)
- 107.9 MHz - Radio Eterno Campeón (Radio Comunitaria Copiapó)

## Transporte y telecomunicaciones
Históricamente, desde 1851 existió el Ferrocarril Caldera-Copiapó, y la Estación Copiapó, que otorgaba servicios de pasajeros entre las localidades de Copiapó hasta Caldera, y hacia el este llegando a las minas como Chañarcillo o Tres Puntas. De 1910 a 1914 el estado conectó el ferrocarril de la zona con el ferrocarril longitudinal norte, que otorgaba una conexión ferroviaria entre Iquique a Estación La Calera y hacia el sur. Los servicios de pasajeros en la estación cesaron en 1978.
Copiapó cuenta con diversos medios de transporte que comunican el centro de la ciudad con los barrios periféricos (Paipote, El Palomar, El Chañar), tales como taxis colectivos, y taxis y microbuses en diferentes recorridos asociados a cada línea y como también recorridos hacia las comunas de Caldera, Diego de Almagro y Tierra Amarilla. El 5 de abril de 2017 comenzó a funcionar el sistema de transporte Uber en la ciudad.
También existen empresas con terminales propios, como Tur Bus, Pullman Bus, Buses Andimar, entre otros, que permiten el transporte desde Copiapó a gran parte del país.
También existen empresas de buses locales interprovinciales con terminales propios como Casther y Bahía Express que tienen recorridos diarios al puerto de Caldera y hacia el interior del Valle de Copiapó.
Copiapó dispone del moderno Aeropuerto Desierto de Atacama, situado a 50 km del centro de la ciudad, con vuelos diarios a Santiago, Antofagasta y otros destinos a través de las líneas aéreas LATAM y sky Airline. También cuenta con el Aeródromo Chamonate, usado para emergencias.

### Transporte urbano
Copiapó posee 10 líneas de autobuses urbanos a cargo de la empresa Buses y Taxibuses Sol de Atacama, desde 1987. Los recorridos son:
| Línea | Recorrido            | Principales hitos | Horario                                                                       |
| ----- | -------------------- | --- | ----------------------------------------------------------------------------- |
| 1     | Paipote              | Ida: Paipote - Av. Los Carreras - C. Manuel Rodríguez - Alameda - Estación - Universidad de Atacama                             | Lunes a viernes: 6:30-18:30 Sábado: 6:30-19:30 Domingo y festivos: 8:45-20:30 |
| 1     | Universidad          | Regreso: Universidad de Atacama - Alameda - C. Atacama - Hospital - Av. Los Carreras - Paipote                                  | Lunes a viernes: 6:30-18:30 Sábado: 6:30-19:30 Domingo y festivos: 8:45-20:30 |
| 2     | Av. El Chañar        | Ida: Av. Chañar - C. Eleuterio Ramírez - Santa Elvira - C. Rodríguez - Alameda - Estación - Universidad de Atacama              | Lunes a viernes: 7:00-20:30 Sábado: 8:30-21:00 Domingo y festivos: 9:30-12:00 |
| 2     | Universidad          | Regreso: Universidad de Atacama - Alameda - C. Atacama - C. Yerbas Buenas - Juan Pablo II - Av. El Chañar                       | Lunes a viernes: 7:00-20:30 Sábado: 8:30-21:00 Domingo y festivos: 9:30-12:00 |
| 4     | Manuel Rodríguez     | Ida: Manuel Rodríguez - Av. Los Loros - C. Lastarria - C. Maipú - C. Rodríguez - Alameda - Estación - Universidad de Atacama    | Lunes a viernes: 7:00-20:00 Sábado: 7:00-20:30 Domingo y festivos: 9:30-11:30 |
| 4     | Universidad          | Regreso: Universidad de Atacama - Alameda - C. Atacama - Centro - C. O'higgins - Hospital - Av. Los Carreras - Paipote          | Lunes a viernes: 7:00-20:00 Sábado: 7:00-20:30 Domingo y festivos: 9:30-11:30 |
| 5     | Colonias Extranjeras | Ida: Colonias - Av. El Chañar - Colo Colo - La Cantera - C. Rodríguez - Alameda - Estación - Universidad de Atacama             | Lunes a viernes: 7:00-18:00                                                   |
| 5     | Universidad          | Regreso: Universidad de Atacama - Alameda - C. Atacama - Hospital - La Cantera - Colo Colo - Av. El Chañar - Colonias           | Lunes a viernes: 7:00-18:00                                                   |
| 6     | Av. El Chañar        | Ida: Av. El Chañar - Juan Pablo II - C. Maipú - C. Chañarcillo - Alameda - Estación - Universidad de Atacama                    | Lunes a viernes: 8:30-20:30                                                   |
| 6     | Universidad          | Regreso: Universidad de Atacama - Alameda - C. Atacama - Estadio - Santa Elvira - Av. El Chañar                                 | Lunes a viernes: 8:30-20:30                                                   |
| 7     | Los Ríos             | Ida: Los Ríos - C. Carlos Condell - Av. Henríquez - C. Chañarcillo - Alameda - Estación - Universidad de Atacama                | Lunes a viernes: 7:00-19:00                                                   |
| 7     | Universidad          | Regreso: Universidad de Atacama - Alameda - C. Infante - C. Carlos Condell - Los Ríos                                           | Lunes a viernes: 7:00-19:00                                                   |
| 8     | El Palomar           | Ida: El Palomar - Rosario - C. Vallejo - C. Manuel Rodríguez - Av. Circunvalación - Alameda - Estación - Universidad de Atacama | Lunes a viernes: 7:30-19:30 Sábado: 7:30-15:30                                |
| 8     | Universidad          | Regreso: Universidad de Atacama - Alameda - Av. Circunvalación - C. Maipú - Rosario - El Palomar                                | Lunes a viernes: 7:30-19:30 Sábado: 7:30-15:30                                |
| 9     | Los Volcanes         | Ida: Los Volcanes - Av. Los Loros - C. Maipú - C. Rodríguez - Alameda - Estación - Universidad de Atacama                       | Lunes a viernes: 7:00-19:30 Sábado: 7:30-17:30                                |
| 9     | Universidad          | Regreso: Universidad de Atacama - Alameda - C. Atacama - Hospital - Av. Los Carrera - C. Van Buren - Los Volcanes               | Lunes a viernes: 7:00-19:30 Sábado: 7:30-17:30                                |
| 10    | El Palomar           | Ida: El Palomar - Av. Henríquez - Hospital - La Cantera - Colo Colo - Carlos Condell - Av. El Chañar                            | Lunes a viernes: 8:00-20:00                                                   |
| 10    | Av. El Chañar        | Regreso: Av. El Chañar - Juan Pablo II - Av. Los Loros - Colo Colo - La Cantera - Hospital - Av. Henríquez - El Palomar         | Lunes a viernes: 8:00-20:00                                                   |
| 12    | Paipote              | Ida: Paipote - Llanos de Ollantay - Av. Copayapu - C. Chañarcillo - Alameda - Estación - Universidad de Atacama                 | Lunes a viernes: 6:30-19:30 Sábado: 6:30-20:30 Domingo y festivos: 9:00-20:00 |
| 12    | Universidad          | Regreso: Universidad de Atacama - Alameda - Av. Circunvalación - C. Maipú - Av. Copayapu - Llanos de Ollantay - Paipote         | Lunes a viernes: 6:30-19:30 Sábado: 6:30-20:30 Domingo y festivos: 9:00-20:00 |

## Lugares de esparcimiento
- Parque El Pretil: Construido en la década de 1980, el recinto tiene una superficie de 19,2 ha conformadas por áreas verdes, áreas de pic-nic, juegos infantiles, caminos diseñados para ir en bicicleta y la ribera del Río Copiapó, lo que hacen de este parque un sitio bien entretenido y variado. Además, en el parque existe un minizoológico, en el que se observan especies de aves de la zona, como lechuzas, loros, patos, pavos reales y distintos tipos de gallos y gallinas. Además hay una variedad de animales como zorros, llamas, tortugas, alpacas, vicuñas, guanacos, ovejas, avestruz, caballos, ponis. En el parque sobreviven especies como eucaliptus, aromos y pimientos que proporcionan extensas sombras para un agradable descanso, como también hay una laguna artificial, un escenario, baños públicos, juegos infantiles y una media luna en donde los últimos días de agosto se celebra el rodeo de la minería donde participan las principales colleras del país. Actualmente el parque está sufriendo reparaciones de gran consideración para una mejor comodidad para la comunidad.

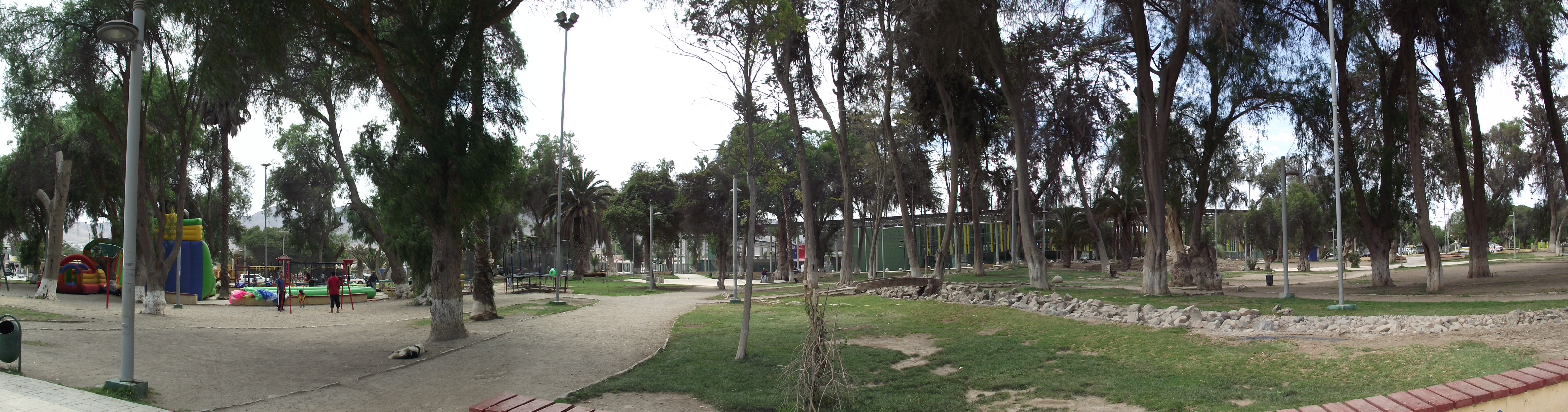
Panorámica del Parque Schneider.

- Parque Schneider: Plaza de casi una hectárea cubierta de jardines más una vertiente de agua y un arroyo que recorre el Parque para finalizar en un espejo de agua que simboliza al tranque lautaro y el río Copiapó, Además también cuenta con dos bowls combinados para la práctica formal del skate, en los cuales se realizan varias competencias, como también una plaza para malabaristas y batucadas, juegos infantiles, una plaza para la contemplación y relajo, una dedicada al ajedrez y un espacio para los adultos mayores, también se realizan actividades como teatro infantil completando así una innovadora propuesta de integración familiar. Al estar próximo al Estadio Luis Valenzuela Hermosilla, cuenta también con una implementación deportiva de tipo juvenil y familiar, que por su buena iluminación puede ser empleada incluso de noche.

- Parque de Paipote: Perteneciente a la Empresa Nacional de Minería (ENAMI) situado a 8 km de Copiapó, lugar accesible para todo público, este parque está ubicado en el sector de la fundición Hernan Videla Lira (primera fundición estatal del país) y a un costado del campamento minero donde se encuentran las casas de los trabajadores, es muy atractivo por sus áreas verdes, juegos infantiles, sus quinchos en donde se pueden disfrutar de asados y de una tarde en familia, está a un costado del complejo deportivo, la cancha de fútbol y de la piscina ambas pertenecientes a la empresa estatal.

- Avenida Manuel Antonio Matta: Esta avenida, además de ser una arteria importante de la ciudad y un lugar histórico, cuenta con grandes áreas verdes, en donde se encuentran ubicados en la misma avenida y en otras calles aledañas, varios lugares de entretenimiento como pubs, discotecas, boutiques, cafeterías y restaurantes.

- Parque Kaukari: Tiene una superficie total de 60 ha y ocupa el lecho seco del río Copiapó entre las calles Maipú y Diego de Almagro. Dentro del primer tramo del parque llamado tramo 0 que abarca 3.8 Ha y que comprende desde el puente Maipú hasta el puente Kennedy, está contemplada también tiene instalada la Bandera Bicentenario de 42 metros de altura, junto con una fuente ornamental interactiva, ciclovías y plazas.

### Patrimonio rural

#### Valle de Copiapó
Desde la ciudad de Copiapó, el valle Copiapó sigue hasta el Tranque Lautaro. Aquí se juntan los ríos Manflas, Jorquera y Potro para formar el río Copiapó. La cuenca hidrográfica del sistema río Copiapó es mucho más amplio:
Los ríos Jorquera y Potro se alimentan de una impresionante cantidad de confluentes con nacimiento en la cordillera
principal. Entre Copiapó y Rodeo el camino es pavimentado y en muy buen estado. Más hacia arriba el camino es pavimentado con sal, también en buen estado.
En este sector del valle Copiapó se encuentra algunos puntos turísticos muy interesantes: el museo de sitio en la mina El Tránsito y monumentos históricos nacionales como la Casa de Jotabeche, el Palacio Incaico de la Puerta, el Pukará (fortaleza indígena) de Punta Brava, la exestación Pabellón y la Casa Patronal Amolanas, la fundición incaica
(Viña del Cerro), la iglesia de Nantoco, el tranque Lautaro, los pueblos San Antonio, Los Loros y Lautaro con sus iglesias muy interesantes. El paisaje del valle Copiapó destaca por su contraste al desierto rocoso.
Río arriba de Iglesia Colorada se puede observar granjas y fundos aislados en sectores de intensa vegetación.
Desde hace mucho tiempo el valle Copiapó llamó atención a los científicos y viajeros nacionales y extranjeros.
Así, los grandes científicos como Charles Darwin (en 1835), Ignacio Domeyko (en 1843) y Hernán Burmeister (1859/60) visitaron partes del valle con fines geológicos, mineros o botánicos.

#### Costa
En este sector se encuentran hermosas playas y caletas. Entre ellas, se destacan los sectores de Punta Cachos, Caleta Pajonal, Totoral, y Hacienda Castilla.

#### Cordillera
Aquí se encuentra el parque nacional Nevado Tres Cruces, las lagunas Verde y Negro Francisco, y el Nevado Ojos del Salado, volcán más alto del Mundo, con 6879 m s. n. m.

## Personas destacadas
- Moisés Arce (Capitán ayudante del Batallón Atacama).
- Ramón Corbalán Melgarejo (Político y médico cirujano chileno).
- Santiago Escuti Orrego (Poeta, creador de los Institutos de Libre Enseñanza).
- Marcello Ferrada de Noli (Doctor en Medicina, Ph.D., y profesor Emérito en Epidemiología, distinguido internacionalmente por descubrimientos en el campo de la epidemiología y psiquiatría).
- Pedro León Gallo (Político, revolucionario).
- Juan Godoy (Descubridor del mineral de Chañarcillo).
- Isidora Goyenechea (Industrial del carbón).
- Marmaduque Grove (Militar, fundador del Partido Socialista de Chile).
- Juan López (Fundador de Antofagasta).
- Carlos Martínez Sotomayor (Ministro de Relaciones Exteriores durante el gobierno de Jorge Alessandri Rodríguez, diplomático (embajador en la década de 1990) y académico en la Escuela de Derecho de la Universidad de Chile.
- Manuel Antonio Matta (Fundador del Partido Radical).
- Romeo Murga (Poeta).
- Rosario Orrego (Poetisa).
- José Ramón de Ossa y Mercado (Alcalde de Copiapó. Trajo la imagen de la Virgen del Carmen a Chile).
- Abraham Oyanedel (Presidente de la Corte Suprema de Chile, Vicepresidente de la República en 1932).
- Salvador Reyes Figueroa (Premio Nacional de Literatura).
- Rafael Torreblanca (Capitán del Batallón Atacama).
- Luis Uribe Orrego (Marinero en el Combate Naval de Iquique).
- Carlos van Buren (Filántropo y banquero).
- José Joaquín Vallejo (Escritor).
- Griselda Hinojosa Flores (Primera farmacéutica profesional)

Copiapinos destacados en el deporte y entretenimientos
- Osvaldo Castro (Futbolista).
- Misael Escuti (Futbolista, participante del Mundial de Fútbol de 1962).
- Germán Garmendia (Youtuber, comediante y cantante).
- Juan Carlos Meléndez. ("Palta" Meléndez. Humorista).
- Felipe Prohens (Deportista rally).
- Jaime Prohens (Deportista rally).
- Camila Recabarren (Modelo).
- Guido Vallejos (Creador de Barrabases).
- Marcelo Vega (Futbolista).
- Luis Tirado (Futbolista, DT de la Selección Chilena).
- Daniela Nicolás (Actriz y Modelo).

## Ciudades hermanas
- Catamarca, Argentina
- Córdoba, Argentina
- Felipe Varela, Argentina[83]
- La Rioja, Argentina
- Santiago del Estero, Argentina
- Jilin, República Popular China (Acuerdo de Cooperación e Intercambio)[84]
- Jiujiang, República Popular China
- Nanchang, República Popular China
- Ruichang, República Popular China
- Panyu, República Popular China[85]
- Pingxiang, República Popular China[86]
- Yantai, República Popular China (Convenio de Colaboración y Hermanamiento)[87]

## Localidades y límites comunales
La comuna de Copiapó alberga la ciudad de Copiapó; los caseríos Toledo, Totoral, Chamonate Candelaria, Carpa del Cuatro, Carretera Panamericana, Carretera Panamericana Copiapó-Caldera, Perales, Bodega, Caleta Pajonales, La Gaviota, Cardones, Laguna, Caleta Las Torres, Planta Solenor, San Pedro, Piedra Colgada y Rincón de la Isla.
| Noroeste: Mar chileno / Chañaral | Norte: Caldera / Chañaral / Diego de Almagro | Nordeste: Argentina                  |
| Oeste: Mar chileno Caldera       |                                              | Este: Tierra Amarilla Argentina      |
| Suroeste: Mar chileno            | Sur: Huasco / Vallenar / Tierra Amarilla     | Sureste: Tierra Amarilla / Argentina |

## Leyendas Urbanas
Se dice, a modo de rumor boca a boca, que el origen del temblor que azotó la ciudad el día jueves 18 de Abril del año 2002 a las 12:05 del día magnitud Richter 6.6 Mw fue producido por un bebé que -presumiblemente- nacida de una particular piel oscura (no de la raza humana proveniente de África) sino que más bien un tono y textura distintos a la de un humano normal, en algunas versiones con 3 ojos y que el doctor manifestaría en pleno pabellón sic. -"Que guagua (chilenismo utilizado para definir bebé) más fea"- a lo que el ser habría respondido -"Más feo es lo que va a pasar el 18 de Abril"- siendo la premisa un presagio de lo que ocurrió finalmente.